# ドラえもんの派生作品のひみつ道具
ドラえもんの派生作品のひみつ道具では、『ドラえもん』派生作品に登場するひみつ道具をまとめる。
藤子・F・不二雄の漫画『ドラえもん』『大長編ドラえもん』シリーズについては研究資料が豊富な反面、藤子・F・不二雄以外の者が執筆あるいは制作した『ドラえもん』派生作品については研究が進んでおらず、検証可能な資料も不足しているため、すべての派生作品の道具をこの記事で網羅しているわけではない。
藤子・F・不二雄以外の者が執筆あるいは制作した『ドラえもん』および『ドラえもん』派生作品の多くは、作者名義の表記方法が以下の2つに大別される（例外もある）。
- 漫画執筆者名（「まんが：――」あるいは「作画：――」表記）とともに「原作：藤子・F・不二雄」とクレジットされる作品
- 漫画執筆者名が単独でクレジットされる作品

この記事では、原作者名を併記している作品については原作者名を省略し、漫画執筆者名を「――（漫画執筆者名）作画」と表記する。漫画執筆者名を単独でクレジットしている作品は「――（漫画執筆者名）作」と表記する。

## 単行本の学習まんが

### ドラえもんの学習シリーズ
『ドラえもんのかん字じてん ステップ1』
ネンドロン
ふりかけると粘土になる。原作に登場するネンドロンのように柔らかいかどうかは不明。
頂上とりかえ機
原作に登場する同名の頂上とりかえ機とは異なり、アベコンベのような形になっている。地面をこれでつつくと山頂の一部がその場に現れる。どうやって山を変えるかは不明。

#### 体育おもしろ攻略
『(1)てつぼう・とびばこができる』
着がえループ
輪を通り抜けるだけで着替えられるループ。
体操ロボット「タイソウくん」
のび太たちに鉄棒を教えたインストラクター。しかし、登場するやいなや試運転を開始し、しまいにおならをして「ガス抜き完了」と締めたため、全員がずっこけ、スネ夫から「お笑いタレントを目指している」と揶揄された。
ドジ探知機
ドジな人の居場所を教えてくれる探知機。近づくと音を鳴らして知らせる。
『水泳が楽しくできる』
ふくらませんせい
最初はドラえもんの手のひらにのるほどの大きさだが、息を入れてふくらませると、水泳のインストラクターの女性の姿になる。水泳については高飛び込み・飛び板飛び込みも教えてくれる。
巻きもどし光線
この光を浴びせたものの動きを巻き戻せる。
『マット・ボール・なわとび』
コーチロボット「マイティー」
本作すべての章でのび太たちを教え上達させた。本人曰く「スポーツオールマイティ」。
お座しき体育館
小型の体育館。小さくなって中に入れば様々なスポーツをすることができる。

#### 理科おもしろ攻略
『(2)天体（地球・月・太陽・星の動き）がわかる』
シャトル花火
小型のスペースシャトルを打ち上げる手筒花火のような道具。スモールライトで小さくなって乗り込む事ができる。
無限望遠鏡
月のクレーター一つ一つまで観測する事ができる天体望遠鏡。
太陽熱バルーン
のび太の家よりも大きい熱気球。地球（ソフトボール）・月（大きめのビー玉）・太陽の位置・距離関係を模式的に再現する為に使用した。
天体スクリーン
天体観測用のスクリーン。

#### 音楽おもしろ攻略
『楽ふがよめる』
ロボピアノ
頼んだとおりの音を出してくれる、ロボットのピアノ。しかし、ジャイアンに「俺の歌声出せる?」と聞かれると、「そんな音を出したら壊れちゃいます」と回答していた。

#### 算数おもしろ攻略
『(1)たしざん・ひきざん（改訂新版）』
バッテンふで
出された問題を誤答したり、答えるのが遅かったりすると顔にバッテンの墨を塗られる。
『(2)かけ算・わり算』
パーティーセットのつめあわせ
色々なお菓子や、独りでに部屋を飾ってくれる「自動モール」等パーティーグッズが入っている。
ハチよせボール
ハチを誘き寄せるためのボール。遠くにいるハチも誘き寄せられるため、ボールが屋内に入ったりすると却って危険である。
未来ファミコン「魔王の館」
プレイヤーが実際にゲームの世界に入り込み勇者となって冒険する事ができる。魔王やその手下、囚われの身である姫の配役まで自由に設定できる（この時は魔王＝ジャイアン、手下＝スネ夫、姫＝しずかとなっていた）。敵を倒すには、敵のHPから剣で叩かなければならない回数を自分で計算する必要がある。電卓が付属品として付いていたが、のび太がそれを使って答えを解いた際はズルと見なされていた。
『改定新版 (4)分数・小数がわかる』
オトコンナ と ジークフリート
二つとも「大工ドリンク」と共に使用。原作漫画などでは、オトコンナはスプレー式薬剤タイプ、ジークフリートは入浴剤タイプであるが、本作では大工ドリンクと同様飲み薬として扱われている。
モータローション
足に塗ると凄いスピードで走ることができる上に全く疲れなくなる。原作に登場する「チータローション」と類似するが、チータローションの効き目が1kmほど走ると切れるのに対し、こちらはフルマラソン並の距離を走っても効果が持続する。
天才バッヂ
これを服に付けるとのび太でも天才になれるが、裏返しに付けると逆効果になる（つまりバカになる）。
そっくりフードの素
見た目は元の料理と同じでも、味は超一流に変わる食品セット。「味のもとのもと」と効果が似ている。

『(6)式とグラフがわかる』
ピーナッツ号

記憶再生マシーン
帽子型の機械とプリンター型の機械からなる道具。帽子を被った者の記憶を再生し、そのデータをプリントアウトできる。
テレパシイ
同名の道具があるがこちらは頭に乗せるタイプ。電話のようにテレパシーを送りたい相手を任意に指定でき、例え遠く離れた宇宙にいる仲間とも意思の疎通が可能。
超小型宇宙艇 スペースドラ丸
時速60億kmまで出す事のできるドラえもんの宇宙艇。機動性が高く、強力なレーザー砲を装備している。
『(7)文章題がわかる（改定新版）』
体重の軽くなる薬
のび太たちが乗っていた宇宙船の燃料を懸念し、ドラえもんが事前に服用していた。道具そのものは作中に登場しない。
スピードが速い宇宙船

『(8)続・文章題がわかる』
動物語ほんやくカプセル
ほんやくコンニャクと同様、動物と会話ができるようになる薬。恐竜時代にやって来たのび太達が恐竜達と会話するために服用した。

#### 社会科おもしろ攻略
『(4)日本各地の自然とくらし（改定新版）』
なんでもシャベル
「らくらくシャベル」に似た道具。
『(6)日本の歴史15人 はじめの一歩はこの人から!』
歴史の本はいりこみぐつ
「絵本入りこみぐつ」に類似した道具。靴には「歴史」と書いてあり、この靴を履いて歴史の本の上に乗れば歴史が体験できるという。本の上に逆さまに置くと、歴史上の人物が大量に出てくるが、飛び出したショックで名前から生い立ちまであらゆる記憶を失ってしまう。
『(8)政治のしくみがわかる』
バーチャル選挙速報セット
シミュレーションゲームのように架空の選挙に出馬できる道具。ただし、票は全て自ら入れなければならない。

#### 国語おもしろ攻略シリーズ
『すらすら作文が書ける』
作文ロボット「スラスーラ」
ドラえもんが修理していたマシン（正式名は不明）に搭載されていた鉛筆型のロボット。個人の作文能力を計測し、そのレベルに応じた作文の書き方を教えてくれる。初登場時は敬語で話していたが、指導時にはタメ口を使い態度がやや大きくなった。
やりなおしプリンター
プリンター型の道具。粗悪な説明文を分かりやすい説明文に書き直してくれる。
『四字熟語100』
ちゃかちゃねじまき
「ハッスルねじ」と形状・機能とも酷似しているが、少し小さく背中ではなく頭に着けて使用する。
『じょうずに話せ、発表できる』
スピーチロボ
マイクを模したロボット（ヘッド部分が口の形になっている）。上手な発声、話し方、発表の仕方等を教えてくれる。挨拶を返さないと激昂する。
『俳句・短歌がわかる』
オカマロくん
俳句・短歌ロボ。俳句や短歌のことはなんでも知っている。俳人のような姿をしている。

### ドラえもん・ふしぎシリーズ
しゅんかん移動地図
等高線の描かれた日本地図を模している。指で押さえた地点へ瞬間移動することができる（『ドラえもん・ふしぎシリーズ』収録「まぼろしの生物のなぞ」（篠田ひでお作画））。

#### ふしぎシリーズ2
『(2)ドラえもん うらないのふしぎ』（ヨシダ忠作画）登場分。
おもておもてマシン
この装置から出るビームを浴びたもの（メンコや人の顔など）は裏側も表と同じ外観になってしまう。持ち運ぶには少々大きく、のび太曰く名前だけあって「重てえ」。

#### ふしぎシリーズ3
『(3)ドラえもん 動物クイズ』収録作品登場分。
「恐竜のほね、買います」（篠田ひでお作画）
マジックワッペン
疑問符をあしらったワッペン。身に着けると姿が消える。
「あべこべ動物園」（篠田ひでお作画）
しゅんかん移動マシン
フープ型の道具。輪の中を通ると希望の場所へ瞬間移動できる。
動物イヤホーン
耳を覆うように装着する機械で、装着すると動物と会話ができる。
「お犬さまを大切に!」（篠田ひでお作画）
ムカシテレビ
四角三宝の上に載っており、ちょんまげを象ったアンテナが上に付いた箱型テレビ。作中ではスイッチを入れると、江戸時代、将軍綱吉の世の様子を映し出した。
犬よせ薬
粉末薬。ビン入りコショウのようにふりかけて使用する。この薬を浴びた状態で散歩をすると、イヌがぞろぞろとくっついて来、食事、便所、風呂、就寝などさまざまな場面でイヌにしつこく付きまとわれることになる。
「ヤマアラシスキン」（篠田ひでお作画）
ヤマアラシスキン
全身タイツのような道具。装着者の怒りの感情に反応し、ヤマアラシのように背中や手足から針が立つ。その状態で背中に力を入れると、背中の針が飛ぶ。
「雪男のペットだよ」（篠田ひでお作画）
スグデルマシン
2つの円錐が砂時計のように合わさった形の道具。円錐は片方が黒、片方は白色で、両方にボタンスイッチが付いている。黒を上にして黒のボタンを押すと、望みのみのがすぐに出る。白を上にして白のボタンを押すと、出たものが消える。
「竜宮城のおと姫じるし」（篠田ひでお作画）
ドリームテレビ
極小型のテレビのような道具。希望の夢を指定し、寝ている人の布団の上に置くと、道具が電波を発し、寝ている人はその夢を見ることができる。その夢の中で、自分のほほをつねると痛みを感じる。
「ガムにご用心!」（篠田ひでお作画）
スカンクガム
食べるとスカンクの性質が出るというチューインガム。怒るとくさい屁が出るようになる。ガムの甘みがなくなると効果が切れる。ただし効果が切れた直前に体内に残ったガスは有効。
アライグマガム
食べるとアライグマの性質が出るというチューインガム。洗い物が好きになり、食べ物もなんでも洗うようになる。ガムの甘みがなくなると効果が切れる。

#### ふしぎシリーズ4
『(4)ドラえもん なぞなぞクイズ』（ヨシダ忠作画）登場分。
なぞなぞ手品ぼうし
このシルクハットを持ってなぞなぞを出すと、答えの品が出てくる。ただし、答えが「お金」になるなぞなぞを出してしまうと「（おっかねえ）怪物」が出てくる。
ノビールパンチグローブ
殴ったものが伸びるグローブ。
なぞなぞマイクと目だつライト
なぞなぞマイクを向けた相手になぞなぞ（劇中では答えが体の一部になるもののみ）を出させ、目立つライトを相手に向けるとその答えの部分が増大する。爪や毛などなら自分で切ればよいが、そうでない部分は元に戻るのに1週間かかる。
クイス
座った人を拘束して、次々にクイズを出題する椅子。

#### ふしぎシリーズ5
『(5)ドラえもん 日本のなぞとふしぎ』収録作品登場分。
「ミイラのふくしゅう」（方倉陽二作画）
モグラ式地中探検車
「地底探検車」に似ているがキャタピラは見られず噴射で空中や地中を推進し、周囲を探るレーダーを搭載している。
ホンヤク機
箱型の機械に目と口が付いたような姿をしている。古代語などの文章を翻訳することができる。
「新島発見」（ヨシダ忠作画）
望遠鏡（正式名称不明）
どんな障害物も突っ切って、合わせた距離にある物が見える（例えば野比家の居間から太平洋上が見える）。但し前後逆に覗くと近くの物を遠くの物と誤認してしまう（太平洋上と思ったら近所の池だった）。

### ドラえもん・からだシリーズ

#### Vol.2血液の流れ
ジャイロボート
絶対に沈まないボート。ガラス張りの屋根を備えていて、後ろにはワイヤーがついている。作中ではジャングルの川の他に、巨人の血管でも使用した。
ミクロスーツ
これを着ると、周りの大きさに合わせてからだが伸び縮みする。
救急ボール
巨人の体内で使用したもの。このボールが体内を飛び回り、病気の場所を発見するとコールを出し、その場所まで四次元管を発生させ直線で結び、使用者を誘導するが、欠陥品なのか四次元管が稀に途中で切れていることもある。また、救急ボールが危ない場合にもコールを出すことがある。作中では、ボールのコールはジャイロボートの操縦席に届いていた。
タコ足
その名の通りタコの足の形をした道具。吸盤がついているので、川の速い流れにも流されにくい。作中ではジャイロボートに装着して、血管内を移動した。
メディカルレーザー灯
注射器のような形をしたレーザー。説明が省かれたため詳細は不明だが、作中では血管に詰まった血栓（実際は宇宙船）に光を当てた。

#### Vol.3 からだのしくみ
トレーニングドーム
ボールのような形をしており、その中で遊びながら体を鍛えられる道具。コースは「ランニングマン」（マラソンを基本に全身を刺激する）、「つるつる肌トレーニング」（皮膚をきれいにする）、「骨太人間のっぽさん」（全身の骨を刺激する）、「筋肉パラダイス」（全身の筋肉を鍛える）の4つ。リモコンパネルの解除ボタンを押すと元に戻れる。なお、別々のコースのボタンを一斉に押すと、リモコンパネルが壊れて「体魔王」という人物が支配する奇妙な世界が広がることになる。

#### Vol.4脳のはたらき
解体パソコン
この機械のコードをからだにとりつければ、画面内で自由にからだを解体できる。
感覚映像機
人間の五感を使って遊ぶ道具。作中ではブレイン星の周りに感覚空間を作り、その空間に錯覚・聴覚・嗅覚、味覚の問題を出した。この空間はバリヤーの役目も果たす。

#### Vol.5 成長とたん生
アニメ成長機
人の成長記録をアニメで見ることができる。ただし動かすにはその人の成長写真を入れないといけない。
ペット用かべ紙ハウス
かべ紙ハウスのペット用。
防音カーテン
ペット用かべ紙ハウスにかけて使用した。
栄養補助フード
ラク楽ランプ
ドラえもんが妊娠中の母猫のために出した道具。ラク楽ランプは出産する際に気分を楽にしてくれるランプ。栄養補助フードは名称通り、出産の為の体力をつける栄養を補助する効果を持つ餌。ただし、人間の栄養剤と同様、食事は食事としてとらないといけない。
動物語耳セン
耳のなかに入れると、動物の言葉がわかる。
DNA自動鑑定機
髪の毛や爪、血液など、体の一部からDNAを取り出す機械。猫の親と子が実際の親子かどうか確かめるために使用した。

#### Vol.6 栄養と健康
看護ロボット カン子さん
看護婦のロボット。腹部にはモニターがついている。診察をしたり、様々な人体に関することを教えてくれる他に、色々な診察器具に変身できる。鼻を押すと、体が黒くなって自律神経が働く場所を映し出す。
バーチャル体形機
今の食生活を続けたらどんなからだになるか、体感させる機械。鏡に向かって台の上に乗ると、どのような病気・体形になるかを、それぞれ五角形のグラフ付きデータ・シミュレーションで表示する。なお、食事を台の上に載せてもデータが出される。
データハツメイ機
病人の症状を書き留めたデータを入れると、その症状を完璧に治療してくれる道具を開発してくれる。また、データを取り込む事で、その病気に関する資料を提示してくれる機能もある。作中ではこの機械で、これに顔を入れると寝ているうちに栄養が採れる"栄養分眠まくら"が作られた。

#### Vol.7 からだなんでも相談室
どこでも診察ドア
ドラミが出した、体の悩みを持っている人を探すドア。「近くで、体の悩みを持つのび太ぐらいの子」などを言うとその人が探し出され、ドアがノックされその人が中から現れる。
アドバいす
ドラえもんにそっくりな道具。体のことで悩んでいる人の頭をくわえて、その悩みを調べ、その解決法を教える。
シュウカン鳥
習慣が身につくまで、その人にアドバイスしてくれる鳥。
トレーナースーツ
これを着ると、その人の体力に合わせて運動量を決めてくれる。カラータイマーのようなものがついており、無茶な運動をするとタイマーが点滅して警告してくれる。
ハートバルーン
ハートの形をした風船。これを頭の上に浮かばせると、その人の今の心の様子をコントローラーで見ることができる。その人の心に影響を及ぼすようなことは見ることができない。

#### Vol.8 からだなんでもクイズ
人体ラビリンスゲーム
セワシから送られたアドベンチャーゲーム。専用の服に着替えて巨大な口の形をした入口からスタートする。口の中は人間の体内のようになっていて、レーザーガンで敵が出すクイズ菌を撃ち落とすと問題が現れる。それらに答えて高得点を出すと得られる鍵を六つ集めて、脱出を目指すゲームである。問題はみな人体に関するクイズで、ドラえもん曰く「アドベンチャーゲームというよりアド勉強ゲーム」。実はセワシが宿題を手伝ってもらうために改造したもので、それを知ったドラえもんとのび太はセワシに怒っていた。

### ドラえもんふしぎ探検シリーズ
ゲームボーイ（『ドラえもんふしぎ探検シリーズ (1)恐竜大探検』）
実在するゲーム機。
桃太郎じるしのキビダンゴ入りオキアミ（『ドラえもんふしぎ探検シリーズ (2)生き物大探検』）
オキアミ。オキアミを好物とするザトウクジラを手懐ける為に使用した。
変形カプセル（『ドラえもんふしぎ探検シリーズ (6)からだ大探検』）
周囲の広さに合わせて自在に伸縮するカプセル型の乗り物。何故か下剤を投下する装置も付いている。
マグネット・トレイン（『ドラえもんふしぎ探検シリーズ (8)乗り物大探検』）
リニアモーターカーのように磁力で高速走行する小型の乗り物。付属品の「NSチップ」を道なりに貼り付けていくと、それがマグネット・トレインの経路となる。経路上に自動車などの障害物がある場合、乗り物が大きく浮いて回避する。
不思議の国のアリ巣（『ドラえもんふしぎ探検シリーズ (10)世界のふしぎ大探検』）
床に設置するとそこに超空間の穴ができる道具。穴はアリの巣のように長く、道はさまざまに分岐しており、それぞれの穴の先が世界の不思議な場所へと通じている。ガイドロボットのアリスが付属する。
クルー・セーター（『ドラえもんふしぎ探検シリーズ (12)地図大探検』）
セーターを象った道具。これを着ると、どんな船舶に乗っても正式な乗組員として扱われるようになる。
ポータブル特許庁（『ドラえもんふしぎ探検シリーズ (14)発明発見大探検』）
特許庁を模したロボット。自分の考えたアイデアを入れると、そのアイデアが既存のものかどうかを教えてくれる。既存の特許に関する資料も見せてくれる。
アクアスーツ（『ドラえもんふしぎ探検シリーズ (15)海底大探検』）
これを着ると、海の中でも息ができ、深い海に潜れる。頭の上に、チョウチンアンコウのようなアンテナ形ライトがついている。

### ドラえもんのびっくり日本の歴史
透明人間カプセル（『ドラえもんのびっくり日本の歴史 (1)岩宿遺跡から平城京』）
服用すると透明人間になるカプセル剤。
友だちパスポート（『ドラえもんのびっくり日本の歴史 (2)平安京から堺の町』）
なかよしガン(同上)

### ドラえもん宿題解決シリーズ
料理の鉄人ドリンク（『ドラえもん宿題解決シリーズ (3)宿題に役立つ作文の書き方』）
このドリンク剤を飲むと、のび太でもテキパキと料理をこなすことができる。

### ドラえもんと毛利さんの宇宙スクール
字オラマムービー機
『ドラえもんと毛利さんの宇宙スクール』収録「ストーリーまんが／毛利さん物語」（1993年9月発行）に登場する。

### ドラえもん世界の国旗全百科
『ドラえもん世界の国旗全百科（ドラえもん せかいのこっき オールひゃっか）』 収録作品登場分。
「アラブ首長国連邦」（浅野拓原作、いそほゆうすけ作画）
オアシスセット
作中で、ドラえもんが砂漠にオアシスを作るために、オアシスセットを出そうとした。ところが間違えて温泉セットを出したため、使用描写はない。
温泉セット
作中でドラえもんがオアシスセットと間違えて出したもの。任意の地面（砂漠を含む）に温泉を作ることができる。
「イラク」（浅野拓原作、いそほゆうすけ作画）
空飛ぶおり紙
一見すると普通の折り紙だが、折鶴を作るとそれが空を飛ぶという。が、ドラえもんが折り方を熟知していなかったため、作中では使用していない。
「エジプト」（浅野拓原作、いそほゆうすけ作画）
ピラミッド型テント
ピラミッドを模した四角錐のテント。1人用。室温は快適で、シャワーも備えている。

## 学年誌別冊付録の学習まんが
小学館の学年別学習雑誌（以下、学年誌）の別冊付録の学習まんがは、同一内容のものが複数の年度で使用されることがあるが、ここでは確認できるなかで最も古い可能性のあるものを初出とする。
たとえば『まんがで おぼえる 二年生の かん字じてん』は『小学二年生』1992年4月号の付録であるほか、翌1993年4月号、また1997年4月号の付録でもある。同一内容の付録にさらに古い年度のものが存在する可能性もあるが、初出に関する公式な発表がなされていないため、ここでは確認できるなかで最古の情報を使用し「『小学二年生』1992年4月号別冊付録」と記す。

### 学年誌別冊付録の国語学習まんが

#### 小学一年生別冊付録の国語学習まんが
さく文ペンシル
『一年生のかん字早わかりじてん』（『小学一年生』2000年4月号別冊付録） 収録「文」（いそほゆうすけ作画）に登場する。自動的に作文を書いてくれる鉛筆。壊れると止まらなくなってしまう。
ゆめまくら
『一年生のかん字早わかりじてん』（『小学一年生』2000年4月号別冊付録）収録「本」（いそほゆうすけ作画）に登場する。枕カバーの一種。この中に本を入れて枕として使用すると、夢の中でその本を読むことができる。

#### 小学二年生別冊付録の国語学習まんが
スパルタ漢児
『まんがで おぼえる 二年生の かん字じてん』（『小学二年生』1992年4月号別冊付録）収録「ドラえもんのおもしろかん字入門」（さいとうはるお作）に登場する。子どもを模したロボット。学習水準（小学二年生程度など）を設定してスイッチを入れて使用する。子ども同士であれば気楽に覚えられるとして発明されたもの。しかし教え方は名前の通りスパルタで教わる者が設問に間違えたり、逃げようとしたりすると、罰として容赦なく電気むちを振るう。
本もの絵本
『まんがで おぼえる 二年生の かん字じてん』（『小学二年生』1992年4月号別冊付録）収録「絵」（たかや健二作）に登場する。中に入ることのできる絵本。「シンデレラ」などがある。表紙には「入りこみ絵本」とも書かれており、絵本入りこみぐつの機能を内蔵した絵本だとも考えられる。
なんでも記おくき
『まんがで おぼえる 二年生の かん字じてん』（『小学二年生』1992年4月号別冊付録）収録「記」（たかや健二作）に登場する。「感覚モニター」に似た形の道具。頭に乗せると、何でも瞬時に記憶できるようになるという機械。記憶するために、体を操って覚えたいことをノートに書き記させたりもする。しかし日記を付けることが得意にはならない。
からだのばしライト
『まんがで おぼえる 二年生の かん字じてん』（『小学二年生』1992年4月号別冊付録）収録「高」（たかや健二作）に登場する。懐中電灯を模した道具。身体の一部分にこの光線を照射すると、その部分が伸びる。壊れたライトを使った場合は、歯止めが利かずに高速で伸び続けてしまう。
せい電気ぞうふく機
『まんがで おぼえる 二年生の かん字じてん』（『小学二年生』1992年4月号別冊付録）収録「電」（たかや健二作）に登場する。手に持っていると、静電気が溜まりやすい体になる。静電気が溜まると、鼻の穴をコンセントとして使用することで、溜まった電気エネルギーを使うことができる。

#### 小学三年生別冊付録の国語学習まんが
四季変更機
『ドラえもんのまんがことわざ事典』（『小学三年生』1994年6月号別冊付録）収録「のどもとすぎれば熱さをわすれる」（方倉陽二 策）に登場する。正式名称不明。時計の文字盤のような部分で四季を変更することのできる機械。背面に操作用のレバーが付いている。文字盤の針を「冬」に合わせると、機械上部にある排気塔から吹雪が噴き出し、辺りが冬の気候になる。
写真合成機
『ドラえもんのまんがで楽しむ漢字の本』（『小学三年生』1995年4月号別冊付録）収録「駅」（田中道明作）に登場する。2枚の写真を合成して本物を製造する道具。たとえばウマとシャクトリムシを合成すると、頭がウマになったシャクトリムシができあがり、その生き物が紙をかじった跡は改札鋏を入れたような形になる。
ミニどこでもドア
『ドラえもんのまんがで楽しむ漢字の本』（『小学三年生』1995年4月号別冊付録）収録「究」（田中道明作）に登場する。ミニドラが使用するものと同程度の大きさの、小型のどこでもドア。ミニドラの道具ではなくドラえもんの道具として登場する。
木を直角に曲げる道具
『ドラえもんのまんがで楽しむ漢字の本』（『小学三年生』1995年4月号別冊付録）収録「植」（田中道明作）に登場する。たとえば建物の陰になってかわいそいうな樹木に使用する。
漢字バラバラ書きかたテレビ
『2004年度版 ドラえもん 三年生の漢字 かんぺきマスターブック』（『小学三年生』2004年5月号別冊付録）収録「漢字を書いてみよう」（たかや健二作）に登場する。タイムテレビのような形の道具。たとえば「章」という漢字が立、日、十という部分にわかれることを教える。木、目、心という部分を見せて、「想」という漢字を答えさせるような問題を出したりもする。

#### 小学四年生別冊付録の国語学習まんが
何でも可能帽
『ドラえもんの格言名言おもしろ事典』（『小学四年生』1992年2月号別冊付録）収録「努力編」の「余の辞書に不可能という言葉はない」（方倉陽二作）に登場する。ナポレオンの帽子を象った道具。説明がないが、使用描写から、かぶると何事にも挑戦しようという気になる帽子である可能性がある。
ペッタンF2050号
『ドラえもんの漢字クイズ・パズル』（『小学四年生』1992年7月号別冊付録）収録「まだある漢字クイズ・パズル15 (59)字形くらべパズル」（方倉陽二作）に登場する。21世紀の餅つき用の大型機械。下部にキャタピラが付いており、どこへでも動けるという。
タイムファックス
『ドラえもんの日本語探検』（『小学四年生』1993年11月号別冊付録）収録「のび太と日本語誕生 ――日本語は世界でもふしぎな言葉!?――」（さいとうはるお作）に登場する。あらゆる情報を未来図書館から引き出すことのできるファクシミリ受信機。作中では日本語の文法の解説、仮名の成り立ちの調査結果、万葉集の本文をファックスで受信していた。タイムパトロール隊はこのファックスの電波を受信でき、発信元の所在時、所在地を知ることができる。宇宙完全大百科端末機に類似する。
もじもじコースター
『ドラえもんの日本語探検』（『小学四年生』1993年11月号別冊付録）収録「もじもじコースター ――漢字辞典の達人になろう――」（さいとうはるお作）に登場する。専用のヘルメットをかぶってバイザーを下ろし、コースターの前部にある書籍投入スロットに漢字辞典を入れると、バイザーに架空の世界が映し出される。辞書の1ページ1ページが連なってレールのようになり、1枚1枚ページをめくるように、コースターはそのレールの上を走っていく。搭乗席にはひらがなの五十音のボタン、カタカナの五十音のボタン、テンキーが備わっている。音訓索引をする場合、「は・た」と入力すると音訓索引の「はた」のページにたどり着き、目的の漢字のページがわかったらその数字を入力し、「ページ」ボタンを押す。部首索引をする場合は部首の画数を入力し、「部首」ボタンを押す。コースターから辞書を取り出すと元の世界に戻る。
慣用句羊カンの素
『ドラえもんの日本語探検』（『小学四年生』1993年11月号別冊付録）収録「のび太の慣用句合戦 ――慣用句で大人をやりこめろ!!――」（さいとうはるお作）に登場する。菓子の羊カンを模した道具。国語辞典の上に載せ「辞典の中の慣用句をすいとってこい」と命じると、羊カンが辞典の中にズブズブと沈んでいき、辞典の反対側から文字の入った羊カンが出てくる。その羊カンを食べると、口から自然に慣用句が出てくるようになる。効きめが切れるのが早いことが難点。

#### 小学五年生別冊付録の国語学習まんが
つづきペン
『ドラえもん漢字攻略クイズ&コミック』（『小学五年生』1993年4月号別冊付録）収録「漢字学習クイズコミック／のび太の カンジ城を攻略せよ!! ステージ3 へん、つくり、かんむり…部首を知ろう!」（三谷幸広作画）に登場する。字や絵のかけらを書くと、その続きを書いてくれるペン。漢字の一部を書いた場合は、候補となる字をすべて書き出す。
声カタマリン 漢字タイプ
『ドラえもん漢字攻略クイズ&コミック』（『小学五年生』1993年4月号別冊付録）収録「漢字学習クイズコミック／のび太の カンジ城を攻略せよ!! ステージ3 へん、つくり、かんむり…部首を知ろう!」（三谷幸広作画）に登場する。声カタマリンの類似品。これを飲むと、発した言葉が漢字になって固まる。

### 学年誌別冊付録の算数学習まんが
まきじゃくロボット
『ドラえもんの算数おもしろゲームコミック』（『小学四年生』1992年6月号別冊付録）収録「小数ハイキングに行こう!」（さいとうはるお作）に登場する。巻尺に手足とモニターがついたような道具。巻尺としての機能は不明。距離に関する算数を得意とし、モニターと音声で説明してくれる。
雲型じゅうたん
『ドラえもんの算数おもしろゲームコミック』（『小学四年生』1992年6月号別冊付録）収録「小数ハイキングに行こう!」（さいとうはるお作）に登場する。人を乗せてリモコンで上下させることのできる、雲型の道具。じゅうたんとして使用する場合は、狭いので1台に3人程度しか乗ることができない。リモコンに5つある上下ボタンを1つ押すごとに1.7メートル上昇し、最大で8.5メートルまで上昇することができる。リモコンにある白いボタンを押すと雲が飛行機の形に変化し、フワフワと飛行することができる。リモコンの黒いボタンを押すとカミナリ雲に変化し、稲妻を撒き散らすようになる。飛行機やカミナリ雲に変化しているときは5人乗りこむことができる。
一度に5人でじゅうたんを使用したいときは、燃料式の旧式タイプを併用する。燃料1個で1.9メートル、5個で9.5メートル上昇することができる。
分数測定虫
『ドラえもんの算数おもしろゲームコミック』（『小学四年生』1992年6月号別冊付録）収録「分数折り紙、やってみた?」（さいとうはるお作）に登場する。シャクトリムシを模した道具。地図の上を進んで長さを測定し、地図の縮尺と照らし合わせて実際の長さを教えてくれる。
分数再写機
『ドラえもんの算数おもしろゲームコミック』（『小学四年生』1992年6月号別冊付録）収録「分数折り紙、やってみた?」（さいとうはるお作）に登場する。ビデオカメラを模した道具。ホットケーキを食べている途中の皿にこの道具の光を当てると、食べた分のホットケーキが立体映像で現れ、食べた量が分数で表示される。
かたちととのえ銃
『ドラえもんの算数おもしろゲームコミック』（『小学四年生』1992年6月号別冊付録）収録「面積大探検だァ!?」（三谷幸広作）に登場する。拳銃を模した道具。拳銃の射出口にあたる部分からは光線が出る。この光線を照射したものは形が整えられ、面積を求めやすくなる。
将棋ゲーム
『ドラえもん算数推理コミック』（『小学四年生』1992年10月号別冊付録）収録「将棋の駒殺人事件 ――角度の大きさ――」（さいとうはるお作）に登場する。将棋盤の上に、漏斗のようなものの小さい方の口を下に向けて乗せて使用する。漏斗のようなものの大きいほうの口から将棋の駒をまとめて投入すると、盤上で将棋の山が作られる。プレーヤーもそこから入ることができ、その中で巨大な駒を使った「将棋崩し」をプレイすることができる。
水先分度器
『ドラえもん算数推理コミック』（『小学四年生』1992年10月号別冊付録）収録「将棋の駒殺人事件 ――角度の大きさ――」（さいとうはるお作）に登場する。大型の分度器。地面にセットし、進む角度と歩数などの距離を命令すると、どの方向にどのくらい進むかといった道筋が、地面に矢印で表示される。
水先三角定規
『ドラえもん算数推理コミック』（『小学四年生』1992年10月号別冊付録）収録「将棋の駒殺人事件 ――角度の大きさ――」（さいとうはるお作）に登場する。「水先分度器」に似た道具。2種類の定規で1組になっている。進みたい角度になるよう地面にセットし、歩数などの距離を命令すると、地面に矢印で道筋が表示される。
警官マスクとスーツ
『ドラえもん算数推理コミック』（『小学四年生』1992年10月号別冊付録）収録「将棋の駒殺人事件 ――角度の大きさ――」（さいとうはるお作）に登場する。22世紀のタイムパトロール隊員になりきることのできる着ぐるみ。
以心伝心バッジ
『ドラえもん算数推理コミック』（『小学四年生』1992年10月号別冊付録）収録「消えたネコのゆくえ ――整理のしかた――」（さいとうはるお作）に登場する。ハート形のバッジ。これを付けていると、動物と心で話すことができる。
ほんやくライト
『ドラえもん算数推理コミック』（『小学四年生』1992年10月号別冊付録）収録「江戸時代の財宝をさがせ！ ――およその数――」（さいとうはるお画）に登場する。懐中電灯を模した道具。暗号や難しい字に光線を照射すると、照射している間だけその部分が読めるようになる。
整形・数プレー（せいけいすうプレー）
『ドラえもんの算数ゲームコミック』（『小学四年生』1994年6月号別冊付録）収録「一、面積の章 しずちゃんのクッキー大作戦」（さいとうはるお作）に登場する。スプレー缶に入ったガス。これを吹き付けると形が整えられ、各辺に長さを表す数字が表示される。これにより面積を求めやすくなる。副作用として、吹き付けられた物体は硬くなるため、食べ物には使用するべきではない。
中身ライト
『ドラえもんの算数ゲームコミック』（『小学四年生』1994年6月号別冊付録）収録「二、分数の章 リンゴジュースで大さわぎ!?」（さいとうはるお作）に登場する。照明器具を模した道具。この光を、液体の入った2つの容器に同時に照射すると、各容器の表面に分数で容量が表示される。これにより、2つの容量を比較することができる。
メジャーつむり
『ドラえもんの算数ゲームコミック』（『小学四年生』1994年6月号別冊付録）収録「三、小数の章 どうくつの宝物をほり当てろ!」（さいとうはるお作）に登場する。カタツムリを模した道具。カタツムリの殻にあたる部分に、巻尺のような目盛りが刻まれている。目が投影機にもなり、近くの壁に画像を映し出すことができる。この画像と音声で、長さに関する算数の解説もしてくれる。
ハンドキャッチャー
『ドラえもんの算数ゲームコミック』（『小学四年生』1994年6月号別冊付録）収録「三、小数の章 どうくつの宝物をほり当てろ!」（さいとうはるお作）に登場する。小型のクレーン。キャッチャー部分が地面を水のようにもぐるため、地面を掘らずに地中の物体を引き上げることができる。複数同時に使用することで、引き上げたい物体のそれぞれの角を持たせて、引き上げる力を調節すれば、地面に対して平行に持ち上げることができる。
万能暗号解読機
『ドラえもんの 算数推理コミック』（『小学四年生』1995年4月号別冊付録）収録「のび太の名探偵事件ぼ(2) 「四番湖別そう」失そう事件 ――分数のたし算・ひき算――」（さいとうはるお作）に登場する。どんな暗号でも解くという、モニターテレビにクリップが付いたような道具。暗号を記した紙をクリップに挟むと、解読のヒントをモニターに表示する。
なぞトキ
『ドラえもんの 算数推理コミック』（『小学四年生』1995年4月号別冊付録）収録「のび太の名探偵事件ぼ(3) トランプとサイコロのなぞ事件 ――直方体と立方体――」（さいとうはるお作）に登場する。トキを模した、謎を解くことが好きなロボット。ドラえもんによると、一台しかない貴重なロボットなのだという。

### 学年誌別冊付録の理科・社会科学習まんが

#### 小学二年生別冊付録の生活科学習まんが
自由研究くん
『夏休みの課題 まんがでまるわかりBOOK』（『小学二年生』2011年9月号別冊付録）収録「ドラえもんの夏休み自由研究大作戦!」（三谷幸弘作）に登場する。自由研究のテーマの決め方、自由研究のポイントを教えてくれるロボット。

#### 小学三年生別冊付録の理科・社会科学習まんが
光りもの探知機
『ドラえもんのまんがでラクラク理科の本／ドラえもんのまんがでラクラク社会の本』（『小学三年生』1996年6月号別冊付録）収録の社会科学習まんが「宇宙のペンダントを探して」（田中道明作）に登場する。ヘアドライヤーのような形の道具。光るものに反応して音で知らせる。
マイクロ穴ほり機
『ドラえもんのまんがでラクラク理科の本／ドラえもんのまんがでラクラク社会の本』（『小学三年生』1996年6月号別冊付録）収録の理科学習まんが「地中大たんけん」（田中道明作）に登場する。ミニカーのような大きさの穴ほり機。搭乗口のシールドを開けると体が小さくなり、乗り込むことができる。「金ぞくたんち機」が内蔵されている。
空気おしゃぶり
『ドラえもんのまんがでラクラク理科の本／ドラえもんのまんがでラクラク社会の本』（『小学三年生』1996年6月号別冊付録）収録の理科学習まんが「空気のひみつ」（田中道明作）に登場する。おしゃぶりを象った道具。内部には圧縮された空気が入っており、これを口にくわえると、水中など空気のない場所でも呼吸をすることができる。
生き物再生器
『ドラえもんのまんがでラクラク理科の本／ドラえもんのまんがでラクラク社会の本』（『小学三年生』1996年6月号別冊付録）収録の理科学習まんが「恐竜の骨発見!」（田中道明作）に登場する。骨だけの動物に皮膚を付けたり、それに筋肉を付けたりすることができる。
内ぞうダンゴ
『ドラえもんのまんがでラクラク理科の本／ドラえもんのまんがでラクラク社会の本』（『小学三年生』1996年6月号別冊付録）収録の理科学習まんが「恐竜の骨発見!」（田中道明作）に登場する。骨と筋肉と皮膚だけでできた動物の口に入れると、胃や腸ができるダンゴ。

#### 小学四年生別冊付録の理科・社会科学習まんが
広告飛行船
『ドラえもん地球人パスポート』（『小学四年生』1991年9月号別冊付録）収録「ゴミをへらしてリサイクルを」（たかや健二作）に登場する。軽快な音楽とともに音声広告を流すことのできる、本格的な大きさの飛行船。町じゅうの人にフリーマーケットを宣伝するために使用した。
サーモ潜水艦
『ドラえもんおもしろ理科実験』（『小学四年生』1991年10月号別冊付録）収録「“あたたまる”ってふしぎ!? ――もののあたたまりかた――」（方倉陽二作）に登場する。小型の潜水艦。乗り込むには付属の道具を使用する。高温の場所に来ると上昇し、低音だと下降する。温度差が大きいほど、上昇・下降角度が急になる。内部の操縦席で操作することで、時間や空間を超えたワープや、飛行機型の「サーモグライダー」へ変形することもできる。サーモ潜水艦は周りの水温に、サーモグライダーは周りの気温に合わせて上昇・下降する。
物質通過ベルト
『ドラえもんおもしろ理科実験』（『小学四年生』1991年10月号別冊付録）収録「温度と空気と水 ――ものの温度とかさ――」（方倉陽二作）に登場する。ベルト型の道具これを腰に着けていると、ビニールの壁などをすり抜けることができる。
ミラクルメガネ
『ドラえもんおもしろ理科実験』（『小学四年生』1991年10月号別冊付録）収録「温度と空気と水 ――ものの温度とかさ――」（方倉陽二作）に登場する。ゴーグル型の道具。これを通すと、空気の粒の大きさを見ることができる。
材料ボックス!
『ドラえもんおもしろ理科実験』（『小学四年生』1991年10月号別冊付録）収録「何でも重さをはかっちゃえ! ――てんびんとものの重さ――」（さとう光作）上の蓋が開いたダンボール箱のような道具。作りたい工作物の名前を言うと、その材料を出してくれる。
かくれんぼう
『ドラえもんの 発明 発見 探検事典』（『小学四年生』1993年3月号別冊付録）収録「ガリレオ・ガリレイ 理論を実験で証明した近代科学の父」（方倉陽二作）に登場する。尋ね人を探すための、棒のような道具。棒の片方の端に矢印が書かれており、棒の中ほどに尋ね人の記入欄がある。尋ね人の名前を記入し、この棒を手のひらに乗せると、方位磁針のように棒が回転して方角を示す。なぜ「かくれんぼう」という名称なのかは説明されていない。
あめんぼキャンピングカー
『ドラえもんの地球人パスポート』（『小学四年生』1995年7月号別冊付録）収録「のび太の地球救出大作戦(1) 水は無限じゃない」（さいとうはるお作）に登場する。アメンボを象った水上の乗り物。2階は天井が透けており、操舵室と食事用スペースがある。1階は床がガラス張りの台所になっている。天ぷらに使用した油を流し台に捨てようとするなど、自然界でやってはいけないことをしようとすると、1階の天井に設置されているコンピューターが注意してくれる。コンピューターは地球上の水が循環する仕組みや、近年の水質汚濁事情も説明してくれる。一応、この流し台に捨てた水は、タンクに溜めて浄水したのちに捨てられる仕組みになっている。
物ごころバッジ
『ドラえもんの地球人パスポート』（『小学四年生』1995年7月号別冊付録）収録「のび太の地球救出大作戦(2) ゴミをなくそう!」（さいとうはるお作）に登場する。ハートの形をしたバッチ。身に着けると、自らにとって愛着のある物品と心で会話できる。互いの距離が遠く離れていても会話できる。
タイム劇団チケット
『ドラえもんの地球人パスポート』（『小学四年生』1995年7月号別冊付録）収録「のび太の地球救出大作戦(3) 電気がたりなくなる!!」（さいとうはるお作）に登場する。半券には「特別呼び出し券 1回限り有効」と書かれている。チケットを本体と半券とに切り離すと、未来の国で活躍しているタイム劇団が呼び出される。
偉人発掘マシン
『ドラえもんの 20世紀ビッグ偉人伝』（『小学四年生』1996年2月号別冊付録）収録「ドラえもんまんが」（田中道明作）に登場する。モニターテレビのような形をした道具。「（西暦）――年から――年以内」と条件を指定すると、その条件に適合する偉人の生涯をいろいろ見ることができる。
学習枕
『ドラえもんの なぜ? なに? 大事典』（『小学四年生』1997年6月号別冊付録）収録「人の体のひみつ」の「夢はどうして見るの」（いそほゆうすけ作画）に登場する。夢の中で勉強できる枕。対象年齢によって枕の種類が異なり、幼稚園用を使用すると幼稚園児向けの勉強をしなくてはいけなくなる。
生物記憶再生モニター
『ドラえもんの地球人パスポート』（『小学四年生』1997年7月号別冊付録）収録「のび太の地球救出大作戦(1) 森を守ろう」（さいとうはるお作）に登場する。生物の記憶を映像として再生することのできる道具。モニターから伸びた2本の電極ケーブルの先には「ペタリプラグ」という吸盤のようなものが付いており、記憶を映像として再生したい生物にペタリプラグを付けて使用する。生物であれば生死は問われない。死亡後は記憶を残さないはずだが「死亡後の記憶」とみられるものも映し出したりする（なぜ「死亡後の記憶」とみられるものまで映し出すことができるかは、作中では触れられていない）。作中で、紙に「もどりライト」を照射してできた木片チップに対して使用したところ、チップが紙になるまでの過程、また樹木として生きていたころの周囲の風景を映し出した。

#### 小学五年生別冊付録の理科・社会科学習まんが
タイム・シャトル
『ワンダーコミック ドラえもん地球大たんけん』（『小学五年生』1990年6月号別冊付録）収録「第一部 大陸は動いている!」（いそほゆうすけ作画）に登場する。タイムマシンの一種。一般的なタイムマシンのように、超空間を移動して時間移動をすることもできるが、それにはそれなりのエネルギーを必要とする。そこで、この道具は超空間の海を飛び跳ねるように、数百年単位でタイムジャンプを繰り返して進むことができる。そうすることでわずかなエネルギーのみで長い時間を移動することができる。シャトルという名前だけあり、この道具は空中や水中を自由に進むこともできる。また会話可能なコンピューターも搭載しており、現在位置などの簡単な質問や、地球の歴史についても答えてくれる。
観察衛星
『ワンダーコミック ドラえもん地球大たんけん』（『小学五年生』1990年6月号別冊付録）収録「第一部 大陸は動いている!」（いそほゆうすけ作画）に登場する。自家用衛星に類似した道具。衛星を打ち上げると、衛星の送ってくる映像がモニターテレビに表示される。モニターに現在位置を表示させたり、時間を進めて大陸移動の様子を映すこともできる。
スクリューつきボード
『ワンダーコミック ドラえもん地球大たんけん』（『小学五年生』1990年6月号別冊付録）収録「第一部 大陸は動いている!」（いそほゆうすけ作画）に登場する。帆とスクリューが付いたサーフボード。ボードの下に網を付けて、遊びながら魚を獲ることもできる。
チェックカード
『ワンダーコミック ドラえもん地球大たんけん』（『小学五年生』1990年6月号別冊付録）収録「第二部 生物の進化」（たかや健二作画）に登場する。過去の地球を訪れた際に使用する。進化に関係のある動植物や、触れると歴史を変えるおそれのある動植物でないかを調べることのできるカード。これと同様の道具が『T・Pぼん』に登場する。
整形マシーン
『ドラえもんの不思議科学館』（『小学五年生』1992年12月号別冊付録）収録「第1章 地球の科学館」の「地球の中はどうなってるの?」（三谷幸広作画）に登場する。顔を自由に整形することのできる道具。
魔法のランプ
『ドラえもんの不思議科学館』（『小学五年生』1992年12月号別冊付録）収録「第1章 地球の科学館」の「しんきろうはなぜ見える?」（いそほゆうすけ作画）に登場する。『千夜一夜物語』に登場する魔法のランプを模した道具。「蜃気楼」を見るためにドラえもんが出した。ランプからは人間大の魔神が現れ、注文を聞く。作中では壊れていたので効果は不明。
緑の素
『ドラえもんの不思議科学館』（『小学五年生』1992年12月号別冊付録）収録「第2章 環境の科学館」の「熱帯雨林はなぜ大切なの?」（いそほゆうすけ作画）に登場する。サクランボを模した、地球の緑を増やすための道具。これに水をかけると双葉が生え、緑の少ない場所へ飛んでいき、そこで木や草になるという。人間が食べると、食べた人の頭に双葉が生え、緑の少ない場所へ飛んでいこうとする。
ウルトラファインセラミックス製造機
『ドラえもんの不思議科学館』（『小学五年生』1992年12月号別冊付録）収録「第4章 ハイテクの科学館」の「セラミックスってなに?」（いそほゆうすけ作画）に登場する。例えば割れたつぼを入れると、ウルトラファインセラミックス製のつぼとなって出てくる。ウルトラファインセラミックスは絶対に壊れないという。が、ウルトラファインセラミックス製のつぼをテーブルの上に落とすとテーブルが壊れる。
読書感想文を書いてくれるロボット
『ドラえもんの不思議科学館』（『小学五年生』1992年12月号別冊付録）収録「第4章 ハイテクの科学館」の「ロボットはどこまで進化する?」（三谷幸広作画）に登場する。自動的に読書感想文を書くロボットだと思われるが、取扱説明書が小学生の身長ほど分厚いので、気軽に使いづらい。
立体ビデオムービー
『ドラえもんの不思議科学館』（『小学五年生』1992年12月号別冊付録）収録「第4章 ハイテクの科学館」の「未来のテレビのドラえもんは?」（いそほゆうすけ作画）に登場する。人物を立体的に撮影することができる、ビデオカメラを模した道具。写真には人物が立体映像のように現れ、声も再生される。
ミニブラックホール
『ドラえもんの不思議科学館』（『小学五年生』1992年12月号別冊付録）収録「第5章 宇宙の科学館」の「ブラックホールは本当にあるの?」（いそほゆうすけ作画）に登場する。空中に浮かべて使用する、小型のブラックホール。付属の杖で操作する。自動的にゴミを吸い取り、ゴミでないと判断されたものは後で吐き出す。
無重量発生じゅうたん
『ドラえもんの不思議科学館』（『小学五年生』1992年12月号別冊付録）収録「第5章 宇宙の科学館」の「無重量状態だとどうなるの?」（いそほゆうすけ作画）に登場する。じゅうたん型の道具。スイッチを入れると、じゅうたんの上が無重量状態になる。だが無重量発生中のじゅうたんの上に乗るとスイッチに手が届かないため、スイッチを操作する第三者がそばにいる必要がある。
太陽系の立体モデル
『ドラえもんの不思議科学館』（『小学五年生』1992年12月号別冊付録）収録「第5章 宇宙の科学館」の「太陽系にはどんな星があるの?」（いそほゆうすけ作画）に登場する。専用の道具で、太陽系の各惑星の小型のものを作って浮かべることができる。
月ロケット
『ドラえもんの不思議科学館』（『小学五年生』1992年12月号別冊付録）収録「第6章 宇宙開発の科学館」の「ロケットとジェット機の違いは?」（いそほゆうすけ作画）に登場する。小型のロケットとモニターテレビのセット。ロケットが到達すると、その場所の様子を映す。ただし失敗して地球の海に落ち、そこの風景を映すこともある。
パーソナル気象衛星
『ドラえもんの不思議科学館』（『小学五年生』1992年12月号別冊付録）収録「第6章 宇宙開発の科学館」の「人工衛星はなにをしているの?」（いそほゆうすけ作画）に登場する。本格的な気象衛星。設定した個人専用の天気予報をモニターテレビで知ることができる。
かんたん稲作セット
『ドラえもんのクイズワールド・ウォッチング』（『小学五年生』1993年1月号別冊付録）収録「のび太の世界ナンバーワンめぐり」（三谷幸弘作）に登場する。しゅみの日曜農業セットのたんぼロールに似たロールマット。広げると人工太陽が出て稲が育つ。収穫できるのはおよそ2日後。
神風うちわ（かみかぜうちわ）
『ドラえもんのクイズワールド・ウォッチング』（『小学五年生』1993年1月号別冊付録）収録「のび太の世界ナンバーワンめぐり」（三谷幸弘作）に登場する。風神うちわと同様の道具。うちわには手書き文字で「風神」と書いてあるため、「神風」は誤植の可能性がある。
地球観測衛星
『地球環境警備隊』（『小学五年生』1993年2月号別冊付録）収録「第一部 ドラえもん 地球SOS」（たかや健二作）に登場する。自家用衛星に類する道具。打ち上げるとすぐに軌道に乗り、地球の各地をモニターテレビで見ることができる。
無重力ライト
『地球環境警備隊』（『小学五年生』1993年2月号別冊付録）収録「第一部 ドラえもん 地球SOS」に登場する。このライトを照射された生物は、重力を無視して浮き上がる。
シーウォータークリーナー
『地球環境警備隊』（『小学五年生』1993年2月号別冊付録）収録「第一部 ドラえもん 地球SOS」に登場する。飲料水の缶のような形の道具。海水に向けると洗浄剤のようなものが勢いよく噴出し、洗浄剤のようなものが当たった部分だけきれいになる。狭い範囲をきれいにすることには適しているが、世界中の海をまんべんなくきれいにすることには適さない。
データ解せき機
『地球環境警備隊』（『小学五年生』1993年2月号別冊付録）収録「第二部 動物たちを救え!!」（三谷幸弘作）に登場する。調べたい物体にライトを照射し、解析結果をモニターテレビに表示させる道具。物体の概要、年代、成分を調べることができる。
自然ビデオ
『ドラえもん 地球環境警備隊』（『小学五年生』1993年9月号別冊付録）収録「第1部 『水の心』の挑戦状!」（三谷幸広作、暁声社取材）に登場する。ビデオ式なんでもリモコンのような道具。万物の動きを進めたり戻したりできる。作中では「川の心」の暴走により水の流れが逆流してしまったとき、この道具で正常な流れへと巻き戻した。
しゅわけ鳥（しゅわけとり）
『ドラえもん 地球環境警備隊』（『小学五年生』1993年9月号別冊付録）収録「第2部 勇者のび太の冒険」（たかや健二作）に登場する。ニワトリを模したロボット。分別（種分け）されていないゴミをまとめて飲み込むと、ゴミの種類ごとに大きな卵に閉じ込めて排出してくれる。
ファンタジーのようなゴミの世界へ行くと、「オラは――」「――べ」などと方言のような言葉でしゃべり、自立行動できるようになる。そしてゴミやリサイクルについてのクイズを出し、正解した者には魔物を倒す武器を出現させる。
探査衛星
『ドラえもん 地球環境警備隊』（『小学五年生』1993年9月号別冊付録）収録「第2部 勇者のび太の冒険」に登場する。あっちこっちテレビや衛星スパイカメラのような道具。4つの球体型カメラを飛び回らせ、そのカメラの映像をモニターテレビの四分割画面で見ることができる。

### 学年誌別冊付録の英語学習まんが
自動シューズ
『ドラえもんの 今すぐ話せる まんが入門英語教室』（『小学六年生』1985年2月号別冊付録）収録「ピンとポンとドラえもんの1日」（田中道明作）に登場する。英語名は「AUTOMATIC WALKING SHOES」。靴の裏から小さな人間の足のようなものがびっしりと生えている。小さな人間の足のようなものがうごめいて、その力で目的地へ進むというもの。
身がわりマシン
『ドラえもんの 今すぐ話せる まんが入門英語教室』（『小学六年生』1985年2月号別冊付録）収録「ピンとポンとドラえもんの1日」（田中道明作）に登場する。懐中電灯を象った道具。身がわりマシンのライトが当たった者は、身体が使用者とそっくりになる。
料理になる粒（正式名称不明）
『ドラえもんの 今すぐ話せる まんが入門英語教室』（『小学六年生』1985年2月号別冊付録）収録「ピンとポンとドラえもんの1日」（田中道明作）に登場する。ゲストキャラであるドラえもんの友人・ピンとポンが使用。錠剤くらいの大きさの粒で、皿に乗せて3秒待つだけで様々な料理が出来上がる。
英語版よく使うことば探知器
『ドラえもんのらくらく英会話』（『小学五年生』1993年4月号別冊付録）収録「レッスン6 よく使う表現を英語で覚えよう!」（田中道明作画）に登場する。よく使う英語表現が近くにあると反応する道具。
英語レッスンまくら
『ドラえもんのらくらく英語レッスン スペシャル』（『小学四年生』1994年3月号別冊付録）収録「何かしたいな I want.」（田中道明作）に登場する。使用すると夢の中で英語の学習ができる枕。

### ドラえもんのなんでもチャレンジ!
『小学二年生』2003年4月号から2004年3月号、2004年4月号から2005年3月号、および2005年4月号から2006年3月号に連載された学習体験コミック。三谷幸広作画。2003年度連載分は『小学二年生』2004年10月号別冊付録、2004年度連載分は『小学二年生』2005年12月号別冊付録として、ともに『ドラえもんのなんでもチャレンジ! スペシャル』という題で冊子にまとめられている。2005年度連載分は冊子にまとめられていない。
サブタイトルは雑誌掲載時は「――の巻」という形式だが、冊子収録時は末尾の「の巻」がなく、また冊子収録時に改題されることもある。そのため、冊子収録作品のサブタイトルはここでは冊子での表記を用いる。
巨大紙飛行紙（きょだいかみひこうし）
「紙飛行機を作ろう」（『小学二年生』2003年4月号掲載）に登場する。紙飛行機を折るための巨大な折り紙。折った紙飛行機は、乗って自由に空を飛ぶことができる。破れたふすまを直すためにこの紙を糊で貼ると、ふすまが空を飛んでしまう。糊で貼るなどの行為は完成したと見なされ、飛ぶ仕様になっている可能性がある。
迷シーンカチンコ
「迷信・言い伝えのうそ・ほんと」（『小学二年生』2003年5月号掲載）に登場する。カチンコを象った道具。迷信や言い伝えにあう場面を見たとき、このカチンコを鳴らすとそのとおりになる。たとえば水滴で光るクモの巣を見つけてカチンコを鳴らすと、「クモの巣が光っていたらその日は晴れる」という迷信により、たとえ雨模様であっても途端に晴れる。また迷信にあう場面が見つからないときに、その迷信に会う場面を自分で作り出してカチンコを鳴らす、といった方法も有効。たとえばほんもの図鑑でフクロウを呼び出して「ノリッケホーセー」と鳴かせ、カチンコを鳴らすことで、「フクロウが『ノリッケホーセー』と鳴けば晴れ」という迷信にあう場面でカチンコを鳴らしたことになって晴れる。
拡画器
「きみにも巨大絵がかける!!」（『小学二年生』2003年6月号掲載）に登場する。かきたい絵を投入すると拡大してかいてくれる道具。ロケットが付いているので、「空中マジック」と併用して空中にかくことができる。
空中マジック
「きみにも巨大絵がかける!!」（『小学二年生』2003年6月号掲載）に登場する。空気クレヨンのように、空中に絵や文字をかくことのできるマジック。
忍者スーツ
「のび太、忍者になる」（『小学二年生』2003年7月号掲載）に登場する。忍び装束を模した道具。背負袋を模したカバンが付属し、中には忍び道具が入っている。着用するだけで忍者の知識や技が身に付く。
巨大超強力じしゃく
「プニュプニュ! 手作りスライム」（『小学二年生』2003年9月号掲載）に登場する。小学生の頭ほどの大きさの強力な磁石。
暗号かいどくロボット
「九九かめんあらわる」（『小学二年生』2003年10月号掲載）に登場する。暗号を解読するロボット。古典的なロボット像のように、胸には計器のメーター、頭にはアンテナ、目は十字形になっている。
バイバインのききめをなくす薬
「九九かめんあらわる」（『小学二年生』2003年10月号掲載）に名前のみ登場する。バイバインの効力を消す薬品とされるが、どこかに落としたらしい。
しゅんかん入れかえ機
「との様って大へん!」（『小学二年生』2003年11月号掲載）に登場する。服装や髪型はそのままで、2人の体だけ入れ替えることのできる道具。この作品の最終ページでは、命の危機に迫られたドラえもんが焦ったのか「しゅんかんとりかえ機」と呼んでいる。
立体コピーカメラ
「ライト兄弟物語」（『小学二年生』2003年12月号掲載）に登場する。インスタントカメラを模した道具。撮影すると瞬時に写真が現像され、写真を裏から叩くと被写体の完全な複製品が出てくる。
大感動手紙セット
「かんたんメッセージカード」（『小学二年生』2004年3月号掲載）に登場する。ペンと紙のセット。これを使って手紙を書くと、どんな適当なことが書いてあっても、読んだ人は大感動する。書いた手紙は自動的に折り紙のように折られ、かわいいメッセージカードとなる。
プロフェッショなるボックス
「おとなになったら何になる?」（『小学二年生』2004年4月号掲載）に登場する。箱型の部屋。部屋の中には1体のロボットがおり、ロボットに職業の紹介をしてもらったり、仮想世界で仕事の体験をすることができる。
そっくりペン
「おとなになったら何になる?」（『小学二年生』2004年4月号掲載）に登場する。そっくりクレヨンに似た道具。このペンで写生すると、被写体が絵とそっくりになる。
かぞえかたたたき
「数え方のいろいろ」（『小学二年生』2004年5月号掲載）に登場する。ものの数え方を変える道具。一般的な肩たたきのように、棒の一方の端には肩を叩くための球体が、反対の端にはまごの手がついている。たとえば「お金の数え方『円』は『ホイサッサ』に、重さの数え方『kg（キログラム）』は『ドッコイショ』になあれ」と言いながら、球体でお金やものさしを叩くと、使用者の周囲で「牛肉1ドッコイショがたったの500ホイサッサだよ!!」などと使われるようになる。叩いたものをまごの手でかけば元に戻る。
生き物一般の数え方を一度に変えたいときは、個々のものについて具体的な数え方を指定する必要はない。たとえば「生き物の数え方は全部『ジャイアン』になあれ」と言いながら生き物図鑑を叩くと、「ブタが4ジャイアンにげた」「アリを2ジャイアンふんじゃった」などと使われるようになる。
マナーベル
「マナーはおまかせ」（『小学二年生』2004年6月号掲載）に登場する。ハンドベルを象ったロボット。ロボットに付属のカセットを挿入することで、ロボットがさまざまなマナーを教えてくれるというもの。カセットは時代別になっており、現代、江戸時代、室町時代、鎌倉時代、弥生時代、原始時代などのカセットがある。また時間がないときのために、一度練習したことは絶対にマスターできるという「強力特訓カセット」シリーズがあり、これを使用すると実践的に学ぶことができる。
花火製造カメラ
「花火のいろいろ」（『小学二年生』2004年7月号掲載）に登場する。カメラ型の道具。このカメラで撮影すると、打ち上げ用のポラロイド花火の玉が瞬時にできあがる。しかも撮影時のセリフが吹き出しで付く。
スケスケライト
「だれでも天才になれる方法」（『小学二年生』2004年11月号掲載）に登場する。懐中電灯を象った道具。この光を人間の頭部に照射すると、照射中だけ脳が透けて見える。
火事場のバカ力ろうそく
「だれでも天才になれる方法」（『小学二年生』2004年11月号掲載）に登場する。ろうそくを模した道具。頭に載せて根元のボタンを押すと点火する。すると火事場のバカ力のように、脳の普段使用しない領域をフル活用することができる。使用中は脳に異常な負担がかかるため、ろうそくが燃え尽きると同時に効果が切れる仕様になっている。効果が切れると脳が疲れてしばらく働かなくなる。
ダジャレグラス
「おせち料理のひみつ」（『小学二年生』2005年1月号掲載）に登場する。メガネを象った道具。これを装着して物体を見ると、見た物体のダジャレをスラスラと言えるようになる。しかも見た物体はダジャレ通りに動いて見える。
本物かんさつケース
「おもしろ生き物大集合」（『小学二年生』2005年2月号掲載）に登場する。小型の虫かごのような容器。見たい生き物を口頭で指定すると、10分間だけケースに閉じ込めることができる。動物の大きさはケースに合わせて変化する。
楽器ナール
「めずらしい楽器でえんそうしよう」（『小学二年生』2005年3月号掲載）に登場する。バイオリンを象った容器に入った液体。これを1滴かけると、かけたものが楽器になる。たとえばゴミ捨て場のゴミにかけると、ビンやヒモ、棒が自動的に動いてボトルフォンができあがったりする。人間にかけると、体が勝手に動いて体の一部を叩いたり、手で笛を作ったりして演奏をしだす。

### ドラえもん なぜなに探検隊
改良型 虫のしらせアラーム
虫の知らせアラームを参照。
ソウル（魂）スイトール
『ドラえもん なぜなに探検隊』第1話「結成、なぜなに探検隊!!!」（岡田康則作画。『コロコロイチバン!』2008年第19号に掲載） に登場する、Dr.ハインナインの道具。光線銃を象っている。歴史上の偉人となる者が偉大なことを成し遂げた瞬間に、その者にこの光線を浴びせると、ショックで偉人ソウル（魂）が抜け出るので、それを吸い取って丸型フラスコに格納するというもの。ソウルが抜け出た者はその場に倒れる。そのソウルを飲み込んだ者は、ソウルの本来の持ち主のような天才的能力を発揮できるが、くしゃみをするとすぐにソウルが飛び出してしまう。飛び出したソウルは、本来の持ち主のもとへ戻る。ソウルの入ったフラスコのコルク栓を抜くか、フラスコを割っても、ソウルが飛び出して持ち主のもとへ戻る。
カメカメスーツ
『ドラえもん なぜなに探検隊』第3話「進化のナゾにせまれ!!」に登場する、Dr.ハインナインの道具。大人の人間が着用できる大型サイズで、着るとガラパゴスゾウガメのような大型のカメになりきることができる。硬い甲羅で身を守ることができる。
かべ紙本部
『ドラえもん なぜなに探検隊』第4話「電話の発明を手助けせよ!!」に登場する、データロボットのDマンの道具。かべ紙会社と同じように使用する。
強力ヒラリマント
『ドラえもん なぜなに探検隊』第4話「電話の発明を手助けせよ!!」に登場する、Dr.ハインナインの道具。ヒラリマントの上位版。マントが攻撃を受けると、受けた攻撃を何倍にも増幅して相手へ返す。
ドッカーンハンマー
『ドラえもん なぜなに探検隊』第5話「めざせ、夢の新大陸!!」に登場する、ドラえもんの道具。強力、すごい、キケン、注意、バクハツ、といった言葉が表面に書かれている大型木槌。これで叩くと爆発を起こす。
めしとリンゴ
『ドラえもん なぜなに探検隊』第7話「リンゴはなぜ、木から落ちる?」に登場する、Dr.ハインナインの道具。リンゴを象っており、かじろうとすると皮がらせん状に伸びて、体に巻きつく。
ガブリンゴ
『ドラえもん なぜなに探検隊』第7話「リンゴはなぜ、木から落ちる?」に登場する、Dr.ハインナインの道具。リンゴを象っており、敵に向かって投げると敵を丸呑みにして吐き出す。
ジャージャーウマタケ
『ドラえもん なぜなに探検隊』第8話「ねばねばベトベトの大合戦!!」に登場する、Dr.ハインナインの道具。ウマタケに似ているが、目つきがきつく、じゃじゃ馬のように激しく気性が荒い。強力な鼻息を噴射したり、馬ふんを撒き散らしたりして攻撃する。
ハイパー変換銃
『ドラえもん なぜなに探検隊』第9話「『ピザ』の斜塔で大実験!?」 に登場する、Dr.ハインナインの道具。「軽い木の玉になれ」と言いながら撃つと、撃たれた者はそれに姿が変わる。銃を破壊すると元に戻る。
人魚スーツ
『ドラえもん なぜなに探検隊』第11話「童話の世界で大あばれ!!」 に登場する、Dr.ハインナインの道具。下半身に着用すると、水中で自由に泳ぎまわることができるようになる。テレビアニメ第2作第1期に登場する道具「マーメイドスーツ」と同様のもの。
こわいまんじゅう
『ドラえもん なぜなに探検隊』第11話「童話の世界で大あばれ!!」に登場する、Dr.ハインナインの道具。釣り目がかかれた饅頭。これを相手へ投げると、饅頭が投げつけられた側にとって怖い者に化ける。
お好み変身ベルト
『ドラえもん なぜなに探検隊』第14話「愛されるラーメンを開発したい!!」に登場する、データロボットのDマンの道具。ウルトラヒーローになることができる。空も飛べる。
あつあつラーメン砲
『ドラえもん なぜなに探検隊』第14話「愛されるラーメンを開発したい!!」に登場する、Dr.ハインナインの道具。飛行機から出る。名前の通り、熱いラーメンが噴射される。
ミカヅキカッター
『ドラえもん なぜなに探検隊』第16話「人類初の月面着陸にいどめ!!」に登場する、Dr.ハインナインの道具。当たると強い電気が走る。
キツツキキャップ
『ドラえもん なぜなに探検隊』第19話「夢よはばたけ!大西洋横断飛行!!」に登場する、ドラえもんの道具。かぶると、首が前後に動いて止まらなくなる。バードキャップとは別の道具として扱われている。
昆虫変身ビスケット
『ドラえもん なぜなに探検隊』第22話「小さ虫の大きな役わり!?」に登場する、Dr.ハインナインの道具。食べるとどんな虫にでも化けることができる。動物変身ビスケットの昆虫バージョンである。
タネの兵士
『ドラえもん なぜなに探検隊』第23話「歴史のスーパースター義経＆弁慶!!」に登場する、Dr.ハインナインの道具。タネをばらまくと刀を持った兵士になる。「ドラえもん のび太のドラビアンナイト」に登場する兵士の種の類似品である。　
ひみつ道具すいよせ磁石
『ドラえもん なぜなに探検隊』第23話「歴史のスーパースター義経＆弁慶!!」に登場する、Dr.ハインナインの道具。あらゆるひみつ道具を吸い寄せることができる。磁力は変えることができる。

## クイズ、なぞなぞの漫画
なぞなぞ学校かんづめセット
『ドラえもんのなぞなぞ学校』 に登場する。5つの缶詰のセットで、それぞれの缶詰を開けると5教科のなぞなぞを楽しむことができる。
なぞなぞカレンダー
『ドラえもんのなぞなぞカレンダー』 に登場する。一見すると普通のカレンダーだが、付属の「ハテナシール」を任意の日付に貼ることで、その日付に関係したなぞなぞが飛び出す。
入りこみマシン
『ドラえもん のび太とクイズ王国 ――電子迷城の挑戦――』（『小学四年生』1992年12月号別冊付録）収録「第1章 大臣コンピューンのワナ!!」（田中道明作）に登場する。おざしきつり堀のような形の道具。家庭用据置型ゲーム機のコントローラージャックに接続し、水面に入ると、コンピュータゲームの中に入ることができる。
特別製のカメラ
『ドラえもんの激辛! いじわるクイズ』 収録「いじわるズッコケクイズ」の「Q46 へんな写真クイズ」に登場する。このカメラで撮った写真には、漫符や擬音まで写る。
なぞなゾウ
『ドラえもんのなぞなぞブック』（『小学四年生』7月号別冊付録。発行年不詳。イズ構成、さいとうはるお作画）に登場する。子ゾウを象った道具。2本足で歩き、腹には疑問符が描かれている。「なぞなぞ出すゾウ!」と言ってからなぞなぞを多数出題する。

## 百科、事典系の漫画
とう明パンツ
『ドラえもんひみつじてん』（『小学二年生』1979年5月号別冊付録）収録「これを読めばドラ博士」の「道ぐは、いくつぐらいあるの?」（しのだひでお作画）に登場する。ドラえもんの四次元ポケットにプリセットされている、役に立たないひみつ道具の1つ。ブリーフパンツを象っており、生地が無色透明になっている。
自どうチューインガムかみ機
『ドラえもんひみつじてん』（『小学二年生』1979年5月号別冊付録）収録「これを読めばドラ博士」の「道ぐは、いくつぐらいあるの?」（しのだひでお作画）ドラえもんの四次元ポケットにプリセットされている、役に立たないひみつ道具の1つ。歯の模型を象っている。
ロボットくみたて機
『ドラえもん百科 1』（1979年11月25日発行） 収録「ドラえもん秘密百科」（方倉陽二作）に登場する。バラバラになった部品からある程度まで組み立ててくれる。
カラー分解機
『ドラえもん百科 1』収録「ドラえもん秘密百科」（方倉陽二作）に登場する、双眼鏡を象った道具。これでドラえもんを見ると、白、黒、赤、青、黄の部分を分けて見ることができる。
テストさいてん機
『ドラえもん百科 1』収録「ドラえもん秘密百科」（方倉陽二作）に登場する。テストの答案用紙を挿入すると機械が作動する。
夢見テレビ
『ドラえもん百科 1』収録「ドラえもんディスクジョッキー」（方倉陽二作）に登場する。睡眠中にある者の横で使用すると、その者が見ている夢を見ることができる。
ASI NOBASI KI
『ドラえもん百科 1』収録「ドラえもんディスクジョッキー」（方倉陽二作）に登場する。バネの力で脚を引っ張り、脚を伸ばすことができる道具。ただし無理をするとバネが切れ、反動で脚が短くなるおそれがある。ドラえもんが短足である理由を説明するために登場した。
もしもテレビ
『ドラえもん百科 1』収録「ドラえもんディスクジョッキー」（方倉陽二作）に登場する。もしドラえもんがジャイアンの家にいるとしたら、などの世界を見ることができる。
秘密のぞ機
『ドラえもん百科 1』収録「通知表大公開!」（方倉陽二作）に登場する、テレビモニタ型の道具。他人の学業成績の通知表を見ることができる。
大型つめ切り機
『ドラえもん百科』（『小学二年生』1979年12月号別冊付録）収録「四次元ポケットのひみつ」（方倉陽二作）に登場する。四次元ポケットから出る巨大な道具の例として登場した。
スーパーじょう
『ドラえもんひみつ全百科』（『てれびくん』1980年6月号別冊付録）収録「ドラえもんのけんか」（方倉陽二作）に登場する、試験管入りの錠剤。1錠服用すると、跳び蹴りで樹木を破壊できるほどの力が備わる。
自己改造セット
『ドラえもん百科 2』（1980年9月25日発行） 収録「ドラえもん未来都市へ帰る」（方倉陽二作）に登場する。価格は100円。超強力ハナ、超強力ヒゲ、超強力ミミ、超強力スズ、超強力ウデ、超強力足のセット。これを装着すると超強力なスーパーロボットになるという。
マイナス一次元剤
『ドラえもん百科 2』収録「四次元ポケットの大秘密」（方倉陽二作）に登場する、瓶入りの錠剤。これを服用すると、四次元空間が三次元空間に見える。分類は非ユークリッド系くすり。成分はプラズマが0.01mmg、ブラックホールが極小1個、ニューロンが3オングストローム。用量は子供1錠、大人2錠。
おそうじ号
『ドラえもん百科 2』収録「ドラミちゃんの一週間」（方倉陽二作）に登場する、ドラミの道具。回転式のモップを備えた掃除機。ドラミはこれに乗って家中を掃除する。
イメージワッペン
『最新ドラえもんひみつ百科 1』（1998年3月25日発行） 収録「FILE.5 大長編ドラえもんの世界《前編》」（三谷幸広作画）に登場する。送信ワッペンと受信ワッペンで構成される。受信ワッペンを着けた者は、送信ワッペンを着けた者が想像している世界へ入り込む。その世界の中では、その世界にいる者を挑発すると襲われたりする。受信ワッペンをはがすと、その世界から出ることができる。
反重力ペンキ
『決定版ドラえもん大事典』（2001年7月10日発行） 収録「ドラえもんのひみつ」（いそほゆうすけ作画）に登場する。ドラえもんの足は反重力で地面から3ミリメートル浮いているので、そのまま外を歩いても足が汚れないので靴が不要だが、常人でも足の裏にこのペンキを塗ると、同じように反重力で地面から浮くことができる。ただし塗りすぎると、一気に空中へ吹っ飛んでしまう。
ジャンケン手ぶくろ
『決定版ドラえもん大事典』収録「ドラえもんのひみつ」（いそほゆうすけ作画）に登場する、手袋型の道具。ドラえもんは普段はジャンケンでグーしか出せないため、これを使用しようとした。

## 攻略ヒントコミック
アンミンマクラ
『ゲームコミック FC（ファミコン）ドラえもん〈ギガゾンビの逆襲〉』（『小学五年生』1990年11月号別冊付録、たかや健二作）に登場する、枕型の道具。道具の説明がないので詳細不明だが、使用描写から、枕として使うとよく眠れるという道具である可能性がある。
特別耳せん
『ドラえもん 夢どろぼうと7人のゴザンス メガドライブ公式ガイドブック』（1993年4月20日発行）収録「攻略マンガ ドラえもん 夢どろぼうと7人のゴザンス」（たかや健二作）に登場する、耳栓型の道具。これを耳にはめると、どんなひどい音も最高の音楽に変えるという。ひどい歌で知られるジャイアンの歌にも効果を発揮する。類似品として、テレビアニメ第2作第1期に登場するうっとりイヤホンがある。
脱出ロケット
『ドラえもん 夢どろぼうと7人のゴザンス メガドライブ公式ガイドブック』（1993年4月20日発行）収録「攻略マンガ ドラえもん 夢どろぼうと7人のゴザンス」（たかや健二作）に登場する、小型ロケット。体の下半身がすっぽり収まる大きさで、1人で星から脱出する際に使用する。

## 新聞の漫画

### もっと教えて!ドラえもん(朝から!ドラえもん)
『朝日新聞』2014年4月から毎月1回掲載。むぎわらしんたろう作画。
リニアモーターカーオイル
なんでも金メダル
W（ワールド）カップラーメン
食べるとサッカーがどんどん上手くなるカップラーメン。
くまどりマーカー
バタバタバード
装着すると飛ぶことが出来る翼。
国会議事ドーム
マジックカニハンド
世界遺産カメラ
アイアンドリンク
モグロー
地中を掘り進むもぐら型のロボット。作中ではスネ夫がダイヤの原石を探すために使用した。
野球がうまくなるヘルメット
被ると野球が上手くなるヘルメット。
ニャンコセット
猫の耳・手・足・尻尾のセット。装着すると猫と同じように身軽になることが出来る。
日本の旅すごろく
サイコロを振って出た場所へ本当に行く事が出来る。
国連バッジ
付けると頭に名前のイニシャルが描かれた国旗が生え、世界を平和にしたくなる。
リフォームユニフォーム
着るとあっという間に家をリフォーム出来る作業着。
燃料ミキサー
物から燃料を絞り出すミキサー。
びっくり時計
作中でドラえもんがのび太を起こそうと使った時計。ネズミの顔が飛び出したため、ドラえもん自身が気絶してしまった。
キノコぼうし
被ってじっとしているだけで胞子を飛ばし、周りにキノコが生えてくる帽子。キノコは湿っぽくて陰がある所ほど良く育つ。
本物スプレー
絵に吹きかけると本物になる。
チータードリンク
飲むと足が速くなるドリンク。
忍者ごっこ巻物
忍者に変身できる巻物。手からはバーチャル手裏剣が飛び出し、刺さった相手は眠ってしまい、1時間は起きない。
箱庭無人島
箱庭シリーズの1つ。
未来の家庭菜園セット
タネを植えて水を撒くと短時間で新鮮な野菜が作れる。
虹のかけはし
じょうろ型の道具。水をまくと虹の橋が出来る。
温泉もぐら
温泉を見つけて掘り進むもぐら型ロボット。
オリンピッグ
オリンピックを目標として競技のコーチをしてくれる豚型ロボット。作中ではフィギュアスケートの練習をする静香をコーチした。
チョコレー島
ドラミが持ってきた未来のお菓子。チョコレートで出来たミニチュアの島。作中ではドラミによって寝ていたドラえもんとのび太が小さくなって島に移された。
リペアペッパー
振りかけた人や物がひと味違う性能に生まれ変わるコショウ。
ハッピー急須
この急須で注いだお茶に茶柱が立つと、良いことが起きる。
総理大臣バッジ
付けると総理大臣になることが出来るバッジ。
コバン犬
額に小判を付けたイヌ型のロボット。「コバンコバン!!」と鳴いた所を掘ると、「金」に関わる物が出てくる。
願い事ビデオ
短冊に書いた願い事を撮影して取り込み、それが叶いそうな願い事であれば未来の映像として映し出すことが出来る。
おやつ変換ライト
光を当てた物がおやつに変わるライト。
元素分解ボックス
物を入れると元素の組み合わせを変えて希望する物を作ることが出来る。
ミニチュアスタジアム
ミニチュアの野球場。スモールライトで小さくなって中に入る。
もはん筆
人の心を打つ和歌を書くことが出来る筆。
ビョードースプレー
噴射した人を基準にして周りが平等になるスプレー。
耳つねられ機
耳をつねる道具。作中では「のび太のたんこぶ事件」裁判で被告となったジャイアンが、有罪になった場合の刑罰に使われる予定だった。しかし傍聴席にいたジャイアンのママが刑を執行したため、実際に使われることはなかった。
潮干狩りロープ
ロープ型の道具。広げるとロープの内側が潮干狩り場になり、潮干狩りが出来る。
バードエアポート
空港の形をした道具。近所に飛んでいる鳥が集まり、飛行機になってくれる。鳥に乗る時、体は小さくなる。
客よせパンダライト
光を浴びるとパンダになるライト。大勢の客を呼び込むことができる。
もくもくドリンク
飲むと1時間ほど雲になることが出来るドリンク。作中では雲になってイタズラしたのび太を叱るため、野比玉子がカミナリ雲に変身した。
四次元自動車
未来の車。四次元を走るので壁があっても通り抜ける。作中では免許を取得したドラミが、ドラえもんとのび太をドライブに誘い運転した。
おきあがりウメボシ
食べると絶対に倒れない梅干し。
エスキモーモ
牛型のスーツ。着るとどんな寒さにも耐えることができ、お腹の乳房からは栄養ドリンクが出る。
メダカメダマ
目玉の形をした道具。目に付けると周りの風景がメダカの世界に見える。
スノーボード
絶対に転ばない未来のスノーボード。
カメラボール
プロペラが付いたボール型のカメラ。
ミニ地下鉄
ミニサイズの地下鉄。スモールライトを使って小さくなり、乗り込む。
爆釣りルアー「ウカイくん」
鵜の形をしたルアー。魚を飲み込んで捕まえる。
平等お守り
持っていると3回悪いことがあると3回良いことが起きるお守り。
スイスイキャップ
被ると魚のように泳げるキャップ。作中ではトビウオ、タイ、マグロ、フグのキャップが登場。
電話先取りチップ
赤チップをつけた電話の着信は全て白チップをつけた電話でとることができる。
コケコッ光線
光を浴びるとニワトリになって卵を産むことが出来るライト。
警察犬ロボ
暴力や嘘などの悪事を察知し、悪人を捕まえるイヌ型の警察ロボット。
占いゲタ
足に履いて飛ばし、表が出ると天気が晴れる下駄。
新種発見ルーペ
新種の動物に対し「シンシュ」と音声を発する虫眼鏡。
和菓子製造器
レシピに必要な材料を入れるとその和菓子が完成されて出てくる。
星タブレット
カメラで星空を写し、ペンで描き込んだ絵で星座が分かるタブレット。描き込んだ絵は実際の星空に反映される。
シャチホコの卵
シャチホコを育てることが出来る卵。池に入れて育て、大きくなると屋根に登って立派なシャチホコになる。
ペンギンスーツ
氷点下でも活動できるペンギン型のスーツ。
絶対安全カヌー
未来のカヌー。
伝書バトビーム
ハトの形をした銃で、撃たれた人は伝書バトになる。
ギターの先生
ムードもりあげ楽団に似たロボット。ギターの弾き方を教えてくれる。
ハイパー消防車
小型の消防車。もの凄い勢いで放水し、火を消し止めてくれる。
日本全国ちょこっとレート
ドラミがバレンタインで持ってきた、日本列島の形をしたチョコレート。食べて口の中でとけるまでその都道府県に行く事が出来る。
元気オイル
さすと何でも元気になるオイル。

## その他の漫画
表じょうカプセル
『藤子不二雄先生のまんが入門』（『小学三年生』1975年6月号別冊付録）収録「顔はおもしろい」の「ひと休みのページ」（作者名の明記なし）に登場する。これを服用すると、喜怒哀楽のいずれかの豊かな表情になる。これを使用し、鏡に自分の顔を写すことで、漫画を描くときの参考になる。複数のカプセルを一度に服用すると、複数の表情をした奇妙な顔になる。
ツヨクナール
『藤子不二雄先生のまんが入門』（『小学三年生』1975年6月号別冊付録）収録「トラえもん」（作者名の明記なし）に登場する。出かけるドラえもんが自らの代わりとして置いていったロボット「トラえもん」が、だめロボットモードのときに出した錠剤。ボクシングで勝ちたいというのび太のために出したものだが、作中では効果がなかった。しかも道具を出した本人であるトラえもんが、このツヨクナールに効果がないことを認めている。よってこの錠剤の効果は不明。この作品に登場する「トラえもん」はドラえもんを模してはいるが、体にはトラネコのような模様があり、首には鈴ではなくチョウネクタイが付いている。
ロボッター部品
『ドラえもんのワープロ&パソコン入門』（『小学四年生』1993年2月号別冊付録）収録「ワープロの達人をめざすぞ!!」（さいとうはるお作）に登場する。バネのついた手足が計4本、それとスピーカーのセット。この各部品を物体に付けると、しゃべるロボットになる。
わりこみ回線塔
『ドラえもんのワープロ&パソコン入門』（『小学四年生』1993年2月号別冊付録）収録「ワープロの達人をめざすぞ!!」（さいとうはるお作）に登場する。小型のパラボラアンテナが8個付いた電波塔。これとパソコンをケーブルでつなぐと、近所に住む任意の人物のネット回線に割り込み、他人のネット回線を使用することができるようになる。「わりこみ回線塔」は同時に8台程度のパソコンとケーブルで接続でき、割り込んだ他人のネット回線を8台ほどのパソコンで同時に使用することになる。
こくふくドラヤキ
『スーパーゲームコミック RPGドラえもん』（1995年1月15日発行）第1章「のび太出動! ドラえもん緊急事態!!」（小野寺紳脚本、三谷幸広作画） に登場する、どら焼きを象った道具。これを食べると、自分の苦手なものが幻覚として自分の周囲に見えるようになる。いつも見ているうちに克服できるようになる、と見込んで未来のひみつ道具研究所が開発していた。こくふくドラヤキを体内から摘出すると服用者は元に戻る。
ミニドラミ
『ぼく! ミニドラえもん』第5話（『月刊コロコロコミック』1999年5月号掲載、萩原伸一作画）に登場する、ドラミを象った小型ロボット。大きさはミニドラに近く、所持するひみつ道具はミニドラと同様に小さい。「ミーミー」などとしかしゃべることができない。
トレーニングタイヤ
『ドラベース ドラえもん超野球外伝』第1話「がんばれ! ドラーズ」（むぎわらしんたろう作） に登場する。同漫画の主人公・クロえもんが買った道具。外見は普通のタイヤのようで、脚力トレーニングでタイヤを引きずる要領で使用するが、タイヤからライオンやサメなどのバーチャル映像が出現し、それらから必死で逃げることで無理やりトレーニングさせられる羽目になる。新製品のために少々高価。
コピー鈴
『ドラベース ドラえもん超野球外伝』に登場する。
蚊メラ
『ドラベース ドラえもん超野球外伝』に登場する。
水球（ウォーターボール）
『ドラベース ドラえもん超野球外伝』に登場する。
七五調ドラやき
『ドラえもん短歌』（2005年9月発行） の冒頭漫画 に登場する、どら焼きを模した道具。短歌を詠みたいというのび太のために出した。
恐竜イエス・ノー判定マシン
『ドラえもんの恐竜ワールド大探検』 収録「恐竜のことを知ろう! なんでもイエス・ノークイズ」（三谷幸広作画）に登場する。恐竜に関するクイズを出し、間違えた者の体を徐々に恐竜の着ぐるみへと変えていく。回答者は5問間違えると完全な着ぐるみになってしまう。
サウルスくん
『ドラえもんの恐竜ニッポン大探検』 第7章「ドラえもんの恐竜ビックリQ&A」に登場する。肉食恐竜をデフォルメしたようなロボット。このロボットへ恐竜についての質問をすると、なんでも答えてくれる。
できるま電灯
「ドラえもん 新聞のできるまで」（『北日本新聞』2006年7月26日朝刊に付属、むぎわらしんたろう作）に登場する、懐中電灯を象った道具。ものの作られる過程を知るために用いる。作中では、新聞紙を折って作ったイカ飛行機に照射し、その新聞紙がホタルイカを象ったキャラクターに変身。そして工場へ連れて行き、新聞の作られる過程を教えた。
ミニころばし屋
『ドラえもんひみつ道具スペシャル ミニドラにおまかせ!』（2008年3月4日発行）に登場。ころばし屋を参照。
ぼうさいくん
『ドラえもんの 地震はなぜ起こる どう身を守る』 収録「ドラえもんといっしょに、地震を学ぼう!」（三谷幸広作画）に登場する。ヘルメットをかぶった小さな人形。地震についていろいろと教えてくれる。
九九マイク
「ドラえもんといっしょに九九を始めよう!!」（『小学二年生』2011年9月号掲載、三谷幸弘作）に登場する。歌のようなリズムで九九をおぼえることができるというマイク。
グータラ探知ロケット
「ドラ・Q・パーマン」（『コロコロコミック』1979年8月号掲載）に登場する。数発のロケットとモニターのセット。ロケットが怠け者を探知してモニターに映す。ドラえもんが「のび太と同じぐらい」に指定して発射したところ、ミツ夫のコピーロボットと正太が映った。
電池ガマ・電池ナベ
「ドラ・Q・パーマン」に登場する。ままごとサイズの電気釜と鍋。簡単に調理ができるものと思われる。
少年まんがライト・少女まんがライト
『映画 ドラえもん のび太の新恐竜～ふたごのキューとミュー～』（『ちゃお』2020年1月号 - 4月号連載、ときわ藍作）に登場する。少年まんがライトは帽子が付き、柄の部分が星模様となっているライト型の道具。少女まんがライトはリボンが付き、柄の部分がハート模様となっているライト型の道具。未来デパートの試供品で、光を浴びると少年まんが・少女まんがの容姿に変わる。作中ではむぎわらしんたろうの作画によるドラえもんとのび太が、『ちゃお』に合った容姿になるため少女まんがライトを使用し、ときわ藍の作画に切り替わるというメタフィクション演出がなされた。
お願いポスト
『ドラえもんの空飛ぶ車いす』（共用品推進機構『ドラえもんの車いすの本』収録、さとう光作画）に登場する。どんな人に会いたいかを手紙に書いて、このポストに入れると、入れた者はポストに吸い込まれ、その人のもとへ行くことができる。作中では、故障した車椅子のために「車いすをなおしてくれる人」と書いて入れることで、障害者と健常者の共存に取り組む技術者に会うことができた。

## アニメ

### テレビアニメ第1作
日本テレビ系で放送されたテレビアニメ『ドラえもん』に登場する、ドラえもんの秘密兵器の一覧。
クルクルパー光線銃
「出た! ドラえもんの巻」（1973年4月1日放送）に登場する。ドラえもんのひみつ道具 (おあ-おこ)#おかしなでんぱを参照。
ガリバー光線電灯
「ねずみに弱いねこもあるの巻」（1973年4月22日放送）に登場する。この光を当てれば思いのままの大きさに変化する。
おせじ鏡
「おせじ鏡の巻」（1973年4月29日放送）に登場する。ドラえもんのひみつ道具 (うあ-うと)#うそつきかがみを参照。
けなす鏡
「おせじ鏡の巻」（1973年4月29日放送）に登場する。ドラえもんのひみつ道具 (うあ-うと)#うそつきかがみを参照。
テルテルマシーン
「のび太は雨男の巻」（1973年5月27日放送）に登場する。てるてる坊主を作る機械。
大リーグバット
「大リーグの赤バットの巻」（1973年6月17日放送）に登場する。ドラえもんのひみつ道具 (たあ-たお)#大リーガーセットを参照。
ニコニコ石けん
「ニコニコせっけんの巻」（1973年7月8日放送）に登場する。この石けんで作ったシャボン玉に当たるとニコニコとした笑顔になる。
アップダウン銃
「成績表はいやだなあの巻」（1973年7月29日放送）に登場する。成績通知表などの数字を操作することのできる銃。
タイムトンネルの穴掘り機
「潜水艦で海へ行うの巻」（1973年8月5日放送）に登場する。この機械で穴を掘り、その穴を通ると任意の場所へ行くことができる。タイムトンネルという言葉が何を意味するのかは説明されていない。
ハラ時計
「くるった腹時計の巻」（1973年8月5日放送）に登場する。ドラえもんの腹時計を制御する秘密兵器。時計は三角形で、文字盤には「おきる、ねる、ごはん」の3つの言葉が書かれており、時計の針が指したところが腹時計の現在時刻になる。
ネコジャラリン
「くるった腹時計の巻」（1973年8月5日放送）に登場する。鳴らすとネコが集まる鈴。
横笛
「くるった腹時計の巻」（1973年8月5日放送）に登場する。ムユウボウやゆめふうりんと同様の道具。
クーラーパラソル
「クーラーパラソルの巻」（1973年8月19日放送）に登場する。パラソルを象った冷房器具。
ネンドロン銃
「ネンドロン大騒動の巻」（1973年9月30日放送）に登場する。ドラえもんのひみつ道具 (ぬ-の)#ネンドロンを参照。

### テレビアニメ第2作第1期
1979年から2005年3月までテレビ朝日系で放送されたテレビアニメ『ドラえもん』に登場する道具の一覧。
ひみつ道具のテンプレートの「テレビアニメ第2作第1期」の項目を参照

### テレビアニメ第2作第2期
2005年4月よりテレビ朝日系で放送中のテレビアニメ『ドラえもん』に登場する道具の一覧。

### 劇場アニメ
- 大長編アニメ映画『ドラえもん』シリーズおよびその漫画版
- 原作短編アニメ映画『ドラえもん』シリーズ（藤本弘が描いた短編漫画の短編アニメ映画化）
- アニメ映画『ドラミちゃん』シリーズ

以上に登場する道具の一覧。

### その他のアニメ
どこでも地図
『ドラえもん夢気球スペシャル 自然はボクらの運動場』（1989年1月6日放送）、『ドラえもん夢気球スペシャル 自然はボクらの冒険心』（1989年4月7日放送）などに登場する。現在地の地図を表示することのできるポーダブルディスプレイ。
実物スプレー
『ドラえもん めいさく劇場』「一休さん」（1993年7月30日放送）に登場する。動物の描かれた絵画に吹き付けると、描かれた動物が実物となって現われる。
見どころテレビ
『水曜特バン! ドラえもん15周年 ボクの感謝の90分! 夢の四次元バラエティー』（1993年9月2日放送）に登場する、タイムテレビに似た形の道具。番組の見どころを映す。
未来ノート
『ドラえもん のび太と未来ノート』（1994年制作）に登場する。このノートに自らが想像する未来の様子を綴ると、それが未来に実現する。
携帯用時空間取り替え機
『ドラえもん のび太と未来ノート』に登場する。時空間とりかえ機を小型化した道具。作中ではドラえもんの首元にある鈴に格納されている。時空間とりかえ機は、取り替えたい空間を指定するためにチョークで地面を囲む必要があったが、この携帯版はチョークを使う必要がない。機械を操作するだけで、任意の時代の任意の空間を、使用者の目の前の空間と取り替えることができる。
千里眼（せんりがん）
特別番組『ドラえもん・ヨーロッパ鉄道の旅』に登場する。黒地に白い線で一つ目が描かれたシールの形。遠隔地から画像データを得ることが出来る。本編のものは欠陥品で、長時間使うと過熱して爆発するため、藤子不二雄のカメラに貼った千里眼を回収すべくヨーロッパを駆け回る破目になった。
オールメーカー
特別番組『ドラえもん・ヨーロッパ鉄道の旅』に登場する。箱形の胴体に一対の眼柄と多数の工具アームが付いたカニのような形の機械。写真データを入れると何でも模型にしてくれる。

## コンピュータゲーム
ドラえもんの派生作品#コンピュータゲームに登場する道具の一覧。
『ドラえもん』に登場するひみつ道具
『ドラえもん』（1986年12月13日発売/機種：ファミリーコンピュータ）に登場するひみつ道具。
元気キャンディ
飴玉を模した道具。これを使用すると「パワー」（ライフに相当）のゲージが1つ増えると同時に、パワーが最大値まで回復する。
連射ドリンク
瓶入りのドリンク剤を模しており、ラベルには「W」と書かれている。これを使用すると武器の連射（1個取る毎に、画面内に出せる攻撃が1つ増える）が可能になる。最大で4連射が可能となり、開拓編のみに登場し、同ステージのみ有効。

『ドラえもん 迷宮大作戦』に登場するひみつ道具
『ドラえもん 迷宮大作戦』（1989年10月31日発売/機種：PCエンジン Hu-CARD）に登場するひみつ道具。本作では、原作に登場するアイテムも機能が異なる。
アイスクリスタル
取ると、ラウンド上のすべての敵キャラクターが氷結する。なお本作ではカチンカチンライトが冷凍光線を発射する設定になっており、カチンカチンライトを照射した敵キャラクターは、アイスクリスタル使用時と同じ状態になる。
スーパーもぐら手袋
隠しアイテム。本作に登場するもぐら手袋は、取るたびに一度に掘ることのできる穴が増えるアイテムで、ノーミスで計8個取ると、一度に16個の穴を掘ることができるようになる（それ以上取っても穴の数は増えない）。スーパーもぐら手袋は、取った瞬間から一度に16個の穴を掘ることができるようになるというアイテム。
スーパー快速シューズ
隠しアイテム。本作に登場する快速シューズは、取るたびに陸上での移動速度が上がり、最大で移動速度が2倍になるというアイテム。スーパー快速シューズは、取った瞬間から移動速度が2倍になるというアイテム。

ワープトンネル
『パクパクドラえもん』（1989年12月発売/機種：エポックLCDゲームパル）に登場する道具。あらかじめ2つの門を離れた場所に設置しておき、1つの門へ入るともう1つの門から出ることができる。
『ドラえもん ギガゾンビの逆襲』に登場するひみつ道具
『ドラえもん ギガゾンビの逆襲』（1990年9月14日発売/機種：ファミリーコンピュータ）に登場する道具。
ドロンパ
戦闘中にプレイヤーキャラクターが使用すると、使用者の「がまん」（守備力に相当）が上昇する。名称がドロン葉に酷似するが、ドロン葉とドロンパの使用効果がかけ離れているため、同じものであるかは不明。
ファイトこづち
任意のプレイヤーキャラクターの「げんき」（ヒットポイントに相当）を最大値まで回復することができる。

『ドラえもん3 のび太と時の宝玉』に登場するひみつ道具
『ドラえもん3 のび太と時の宝玉』（1994年12月16日発売/機種：スーパーファミコン）に登場する道具。
幸運の手袋
装備しておくと、倒した敵がアイテムを落としやすくなる。ドラえもんが所持していたものではなく、アイテム屋で購入する。売価1500ジュエル。
ハートの壺
装備しておくと、倒した敵がハート（ライフを回復するアイテム）を落としやすくなる。ドラえもんが所持していたものではなく、アイテム屋で購入する。売価1500ジュエル。
宝石の壺
装備しておくと、倒した敵がジュエル（貨幣アイテム）を落としやすくなる。ドラえもんが所持していたものではなく、アイテム屋で購入する。売価9000ジュエル。
ハートの器
取るとライフの最大値が増える。売価1500ジュエル。

『ドラえもん 友情伝説ザ・ドラえもんズ』に登場するひみつ道具
『ドラえもん 友情伝説ザ・ドラえもんズ』（1995年4月7日発売/機種：3DO）に登場するひみつ道具。
能力いただきリング
本作で重要なひみつ道具。のび太がドラえもんの元担任教師からもらった。友情が芽生えた相手の能力をコピーすることができる。ただし、一度新しい能力をコピーした場合は前の能力はなくなってしまう。また、身に着けた本人の能力にも影響があるらしく、本来ののび太の忘れん坊な性格によって前の能力も忘れてしまう。劇中ではのび太がドラえもんズの能力を使って敵と戦うことになるのだが、最終決戦ではドラえもんズ全員の能力で戦うことになる。また、劇中で使える能力は以下の通り。
- ドラえもん - 体力回復
- ドラ・ザ・キッド - 早撃ち
- 王ドラ - カンフーキック
- ドラメッド三世 - 魔法攻撃
- ドラニコフ - 巨大化で攻撃アップ
- ドラリーニョ - スピードアップ
- エル・マタドーラ - ヒラリマントで防御

幻覚シャットアウトアンブレラ
探し物はなんですか巻き物
シャワー雲
親友直通電話
空飛ぶタタミ
ペタリバンド
ミケネコヘルメット

はこにわカート
『ドラえもんカート』（1998年3月20日発売/機種：ゲームボーイ）に登場する。22世紀の子どもの間で人気を博す玩具。箱庭のゴーカート用サーキットで、何らかの手段で小さくなって中に入り、中でゴーカートを楽しむというもの。外見は箱庭シリーズを思わせる。
ハイパー空気砲
『ドラえもん3 のび太の町SOS!』（2000年7月28日発売/機種：NINTENDO 64）に登場する空気砲よりもパワーがすごく、最終ボス・バグル帝王を倒すために使われる。作中ではステージ4から作ることができる。
『ドラえもん3 魔界のダンジョン』に登場するひみつ道具
『ドラえもん3 魔界のダンジョン』（2000年12月14日発売、復刻版2002年4月4日発売/機種：プレイステーション）に登場する道具。
ぬすまれないたまご
ダンジョンに入ってから食べると、そのダンジョンにいる間はアイテムを盗まれなくなる。入手するには、あらかじめ植物改造エキスを購入し、ひみつ基地地下2階にある畑を400マス拡張する必要がある。
金持ちのたまご
ダンジョンに入ってから食べると、そのダンジョンにいる間は、ドロップアイテムの70パーセントがお金になる。入手するには、あらかじめ植物改造エキスを購入し、ひみつ基地地下2階にある畑を550マス拡張する必要がある。
いちげきのたまご
食べるとHPの残量が1になる。敵にぶつけて使用することで、ほとんどの敵を一撃で倒すことができる。入手するには、あらかじめ植物改造エキスを購入し、ひみつ基地地下2階にある畑を750マス拡張する必要がある。
はらへらないたまご
ダンジョンに入ってから食べると、そのダンジョンにいる間は満腹度が減らなくなる。入手するには、あらかじめ植物改造エキスを購入し、ひみつ基地地下2階にある畑を1000マス拡張する必要がある。

ドリームキャスト
『ぼくドラえもん』（2001年1月25日発売/機種：ドリームキャスト）に登場する。ドラえもんが「最高のゲーム機」として出したとっておきの道具。
なりきりボードゲーム
『ドラえもん どこでもウォーカー』（2002年3月29日発売/機種：ゲームボーイアドバンス）に登場する。「どこでも楽しめるボードゲーム」をせがまれたドラえもんが出した道具。町や裏山などどこでもボードゲームにでき、任意の人物になりきって遊ぶことができる。
レプリガン
『ドラえもん のび太の恐竜2006 DS』（2006年3月2日発売/機種：ニンテンドーDS）、『ドラえもんWii ひみつ道具王決定戦!』（2007年12月6日発売/機種：Wii）に登場する、24世紀頃に製造される道具。撮影した物体の能力をカードに取り込み、さらにそのカードに納められた物体の能力を物体のレプリカとして撃つことができる。カードは「レプリカード」と呼ばれ、大きく分けて「キャラカード」「恐竜カード」「パワーアップカード」「ひみつ道具カード」の4種類がある。
『ドラえもんWii ひみつ道具王決定戦!』に登場するひみつ道具
『ドラえもんWii ひみつ道具王決定戦!』に登場する道具。
立体すごろくメーカー
22世紀の子どもたちがひみつ道具の使い方を学ぶための道具で、写真などから立体のすごろくが作れ、その中に入って遊ぶことができるというもの。
こまったね
「ひみつ道具ずかん」の一項目としてのみ登場する。植物の種を模した道具で、困ったときに植えると即座に成長し、そのとき有用なものが実としてなる。この道具はもともと、テレビアニメ第2作第2期におけるアイディア募集企画「史上最大のひみつ道具コンテスト」のインターネット部門最優秀賞であったアイディア で、2006年12月31日にアイディア紹介用の数秒のアニメを放送している。
チャン酢
「ひみつ道具ずかん」の一項目としてのみ登場する。瓶入りのドリンク剤で、一口飲用するとチャンスを得られるという道具。ただしそのチャンスを生かさないとひどい目に見舞われる。この道具はテレビアニメ第2作第2期におけるアイディア募集企画「史上最大のひみつ道具コンテスト」の雑誌部門最優秀賞であったアイディア で、2006年12月31日にアイディア紹介用の数秒のアニメを放送している。

そくせき道具レンジ
『ドラえもん のび太と緑の巨人伝DS』（2008年3月6日発売/機種：ニンテンドーDS）に登場する。通称「どうぐレンジ」。レシピどおりに2〜4種の材料をどうぐレンジへ入れ、スイッチを入れるだけで、ひみつ道具や観賞用アイテムを作ることができる。

『ドラえもんのどら焼き屋さん物語』に登場するひみつ道具
『ドラえもんのどら焼き屋さん物語』に登場する道具。
秘書ロボット
和菓子開発ロボット

## 文学
ふしぎなナイフ
城啓介構成『お正月初笑いブック』（『小学五年生』1982年1月号別冊付録）収録「ドラえもんのお正月こばなし」の「ナイフ」に登場する。なんでも切ることができると言って出した道具。ダイヤモンドをもスパッと両断するため、ダイヤモンドを切るためのナイフとなっている。本物のダイヤモンドを切ることはできるが、偽物を切ることはできない。

## ミュージカル
サカナッパ
『ドラえもんのたから島たんけん』（1981年上演） に登場する。食べると魚のように水中でも呼吸ができる菜っ葉。
スガタガキエル錠
『ドラえもんのたから島たんけん』（1981年上演）に登場する。姿を消すことができる。
ニタッチャー
『ドラえもんのたから島たんけん』（1981年上演）に登場する。使用すると海水を煮立たせ、蒸発させることができる。
ヘンシンバシラ
『ドラえもんのたから島たんけん』（1981年上演）に登場する。電信柱のような丸太棒状の道具。これを握った者は他の姿に変身することができる。